# Carl Gustav Jung
Vous lisez un « article de qualité » labellisé en 2009.
Pour les articles homonymes, voir Jung et Carl Gustav Jung (homonymie).
Carl Gustav Jung ([ˈkarl ˈɡʊstaf ˈjʊŋ]) est un médecin psychiatre suisse né le 26 juillet 1875 à Kesswil (canton de Thurgovie) et mort le 6 juin 1961  à Küsnacht (canton de Zurich). Penseur influent et auteur prolifique, il est le fondateur de la psychologie analytique. Son œuvre, mêlant réflexions métapsychologiques et pratiques sur la cure analytique, est liée aux débuts de la psychanalyse : il est l'un des premiers disciples de Sigmund Freud, puis s'en sépare en raison de divergences théoriques et personnelles.
Jung a consacré sa vie à la pratique clinique ainsi qu'à l'élaboration de théories psychologiques, mais a aussi exploré d'autres domaines des humanités : depuis l'étude comparative des religions, la philosophie et la sociologie jusqu'à la critique de l'art et de la littérature. Pionnier de la psychologie des profondeurs, il souligne le lien existant entre la structure de la psyché (c'est-à-dire l'« âme », dans le vocabulaire jungien) et ses productions et manifestations culturelles. Il a introduit dans sa méthode des notions de sciences humaines puisées dans des champs de connaissance aussi divers que l'anthropologie, l'alchimie, l'étude des rêves, la mythologie et la religion, ce qui lui a permis d'appréhender la « réalité de l'âme ». Si Jung n'a pas été le premier à étudier les rêves, ses contributions dans ce domaine ont été déterminantes.
On lui doit également, entre autres, les concepts d'« inconscient collectif », d'« archétypes », d'« individuation », de « types psychologiques », de « complexe », d'« imagination active », de « déterminisme psychique » et de « synchronicité ».

## Biographie

### Sources biographiques etMa Vie
Carl Gustav Jung a toujours refusé de rédiger lui-même l'intégralité de ses mémoires. Sa biographie dite « officielle » a été écrite en grande partie par Aniéla Jaffé, qui a obtenu de Jung qu'il lui confie des éléments de sa vie à partir de 1957, alors qu'il était âgé de 81 ans. Il en a résulté l'ouvrage Ma vie. Souvenirs, rêves et pensées (sous-titré « recueillis par Aniéla Jaffé » et publié en allemand en 1961 sous le titre « Erinnerungen, Träume, Gedanken »), dans lequel au moins quatre chapitres sont de la plume de Jung lui-même. Cette œuvre profondément personnelle a été dès lors acceptée comme son autobiographie officielle par ses proches collaborateurs. Elle est célèbre par les premiers mots avec lesquels Jung l'ouvre : « Ma vie est l’histoire d'un inconscient qui a accompli sa réalisation ». C'est aussi précisément en raison de son caractère personnel que Jung n'a pas voulu la faire figurer dans la liste de ses œuvres complètes.
Tous les biographes de Jung insistent sur la difficulté de relier entre eux les événements de sa vie, d'autant que nombre de ses écrits, notamment sa volumineuse correspondance, sont encore inexploités. De plus, les informations fournies sont souvent contradictoires, selon les sources, notamment en ce qui concerne les relations de Jung avec le régime nazi. Plusieurs de ses collaboratrices ont publié des biographies, comme Marie-Louise von Franz (C. G. Jung son mythe en notre temps, 1972) et Barbara Hannah (Jung, sa vie et son œuvre, publié en français en 1989). D'autres auteurs, comme Charles Baudouin dans L'Œuvre de Jung et Henri F. Ellenberger dans le chapitre consacré à Jung de son Histoire de la découverte de l'inconscient, ont commenté son œuvre tout en faisant le parallèle avec les événements de sa vie. Leurs ouvrages contiennent des détails qui complètent les propos recueillis dans Ma vie. Souvenirs, rêves et pensées. Ils mettent en perspective certains passages en les clarifiant et en les contextualisant.
Le travail de Deirdre Bair, traduit en français en 2007 sous le titre Jung. Une biographie, donne de nombreux détails et précisions ne figurant pas dans les ouvrages précédents. Deirdre Bair, qui n'appartient pas à une société jungienne, a en effet obtenu un accès quasi total aux archives familiales et a bénéficié de nombreux entretiens avec des personnes ayant rencontré Jung.

### Premières années
Fils de Johann Paul Achilles Jung et d'Emilie Preiswerk, Carl Gustav Jung naît en 1875, à Kesswil, en Suisse alémanique, au sein d'une famille chrétienne protestante. Son grand-père maternel, Samuel Preiswerk, professeur d'hébreu et pasteur, est une personnalité importante de Bâle. Celui-ci devient, à partir 1859, président du clergé de l'église catholique réformée en tant qu'antistes occupant ainsi le rôle de directeur du système scolaire de la ville'. D'après Deirdre Bair, Samuel Preiswerk est également un des précurseurs du sionisme, question qu'il débat avec ses contemporains et à propos de laquelle il s'exprime dans le magazine Das Morgenland qu'il crée et publie à Bâle. Son grand-père paternel, Karl Gustav Jung, natif de Mannheim, en Allemagne, est médecin et Johann Jung, son père, est pasteur,. Jung explique dans Ma Vie que cette double filiation prestigieuse éclaire son attrait à la fois pour la théologie et pour la médecine, et qu'elle a modelé sa pensée. Il y voit la raison de sa passion pour l'introspection et de l'existence de ses deux personnalités. Très tôt en effet, Jung sent en lui deux attitudes qui cohabitent, qu'il nomme « personnalité no 1 » et « personnalité no 2 ». Sa mère, férue de spiritisme, est la première à parler de cet état dissocié de conscience. Plus tard, Jung, dans son autobiographie, décrit la personnalité no 1 comme « consciente et conventionnelle », « inoffensive et humaine », identifiée à son père, et la no 2 comme inconsciente, « redoutable (…) ne se manifestant que par moments mais toujours à l'improviste et faisant peur. » Cette dualité entraîne des répercussions sur de nombreux aspects de la vie de Jung, expliquant son comportement dans ses relations avec les femmes ou avec ses collègues masculins par la suite ainsi que son intérêt pour le paranormal.
Dans Ma Vie, Jung parle de son « mythe personnel ». Il se plaît à rappeler qu'il remonterait par parenté à Goethe ; son grand-père paternel et homonyme, Karl Gustav Jung, affirme en effet être le fils illégitime du poète allemand. Chirurgien d'avant-garde, franc-maçon, ce grand-père a été recteur de l'université de Bâle et titulaire d'une chaire d'anatomie. Il a aussi été le fondateur d'un établissement pour les enfants handicapés mentaux, la « Fondation de l'espérance » (Zur Hoffnung), en 1857. Très moderne, il a écrit un article préfigurant la psychothérapie, en y parlant de la « dimension psychologique de la médecine ». Le père de Carl Gustav, Paul Jung, se consacre, quant à lui, au ministère et devient pasteur de campagne et aumônier de l'hôpital psychiatrique de Friedmatt, à Bâle.
Sa mère Emilie, née Preiswerk, est originaire de Nürtingen et appartient à une fratrie de douze enfants. Elle descend de protestants français établis en Allemagne après la révocation de l'édit de Nantes. C'est une femme passionnée d'occultisme, ce qui explique l'intérêt de Carl Gustav pour ces phénomènes au cours de sa carrière. Deirdre Bair rapporte plusieurs épisodes étranges vécus par Jung auprès de sa mère, qui se passionne pour les tables tournantes et pour le dialogue avec l'Au-delà. Jeune homme, Carl Gustav participe lui-même à des séances de spiritisme. Il fera du spiritisme le sujet de sa thèse de médecine et, devenu psychiatre, sera même l'initiateur de plusieurs séances.

### Enfance et adolescence

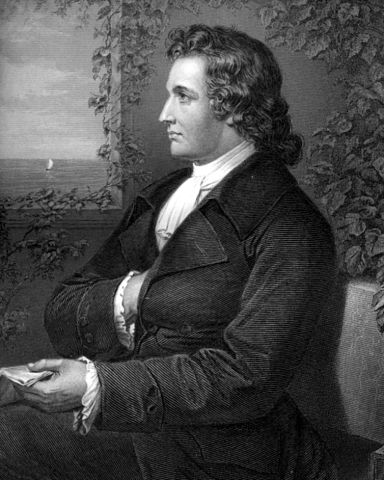
Portrait de Goethe, dont Jung est un grand lecteur et dont une légende familiale dit qu'il serait l'arrière-petit-fils du côté paternel.

Enfant introverti et solitaire, Jung est très tôt témoin de scènes violentes ou macabres, en rapport avec le métier de pasteur exercé par son père. Il raconte par exemple avoir été fasciné par le sang s'écoulant de cadavres de noyés. Sa mère dépressive fait des séjours fréquents et prolongés en maison de repos, ce qui nourrit la culpabilité de l'enfant et ébranle sa confiance envers le sexe féminin. Souvent livré à lui-même, Carl Gustav est de fait éduqué par ses servantes. Il « ne pouvait compter que sur son imagination pour se distraire et il avait fréquemment recours aux rêves et aux songes pour inventer des jeux et des rituels secrets auxquels lui seul pouvait participer », explique Deirdre Bair. Le jeune Jung se passionne pour les romans de chevalerie, les traités de théologie et surtout les textes fondateurs de la religion catholique et de la littérature que contient la bibliothèque paternelle. À l'âge de quatre ans, il apprend le latin, dont il se plaît par la suite, durant sa scolarité, à parsemer ses devoirs.
Son attitude renfermée lui vaut d'être stigmatisé comme un « monstre asocial » (selon le mot de son ami d'enfance Albert Oeri), mais elle lui permet de se concentrer sur sa vie intérieure. Ses rêves à cette époque ont souvent des contenus macabres ou sexuels. Le rêve dit du « phallus » notamment, première confrontation pour lui avec le complexe du Soi, est pour Jung « un message destiné au monde (…) parvenu avec une force écrasante… Et de là émergea [s]on œuvre scientifique ».
Son enfance est marquée par une peur des églises et des curés en soutane, consécutive à une chute dans une église au cours de laquelle il s'était blessé au menton. Assimilant sa blessure à une punition pour sa curiosité, il amalgame ce souvenir négatif à « une peur secrète du sang, des chutes et des Jésuites » dit-il dans Ma vie. Souvenirs, rêves et pensées. Bagarreur et agressif, il est constamment puni par ses professeurs, parfois injustement : il garde le souvenir traumatisant d'avoir été accusé à tort d'avoir copié une composition d'allemand. Ses camarades de classe le surnomment, en raison de sa vaste culture personnelle, le « patriarche Abraham ».
Son père est ensuite affecté comme aumônier à la clinique psychiatrique universitaire de Bâle. Carl Gustav découvre alors secrètement les lectures de son père sur les maladies mentales. Il est sujet, à cette époque, à de nombreuses syncopes inexpliquées qui perturbent sa vie quotidienne, au point que son père l'envoie chez son frère, Ernst Jung. Carl Gustav Jung raconte que, ayant entendu ses parents parler de son cas et de son incurabilité, il réussit, par la seule force de sa volonté, à surmonter une autre crise. Cet épisode l'initie à la notion de névrose. Dès lors, il intensifie ses lectures et montre un profond intérêt pour les essais de philosophes comme Hartmann, Nietzsche (notamment Ainsi parlait Zarathoustra), mais aussi pour le sociologue Bachofen, ainsi que pour Goethe qu'il admire. Il lit également Schopenhauer et Kant, Hölderlin et les légendes du Graal qu'il connaît par cœur. « Tous les mythes — de tous les pays et de toutes les cultures — devinrent ses thèmes de prédilection », explique Deirdre Bair.
De cette époque, il garde une certaine déception quant à la manière dont son père aborde le sujet de la foi. Un rêve déterminant témoigne alors de sa relation au religieux : il voit Dieu déféquer sur une église. Cette image le marque à vie et explique, selon lui, sa recherche d'une spiritualité fondée avant tout sur l'homme dans son entier. Pourtant, pour son entourage, il va de soi que Carl Gustav Jung sera un jour ministre du culte. Mais, en raison des problèmes financiers de ses parents, il décide, « par opportunisme » dit-il, de s'orienter vers la médecine, décision renforcée par le décès brutal de son père (cancer), le 28 janvier 1896, qui l'intronise de fait responsable de la famille.

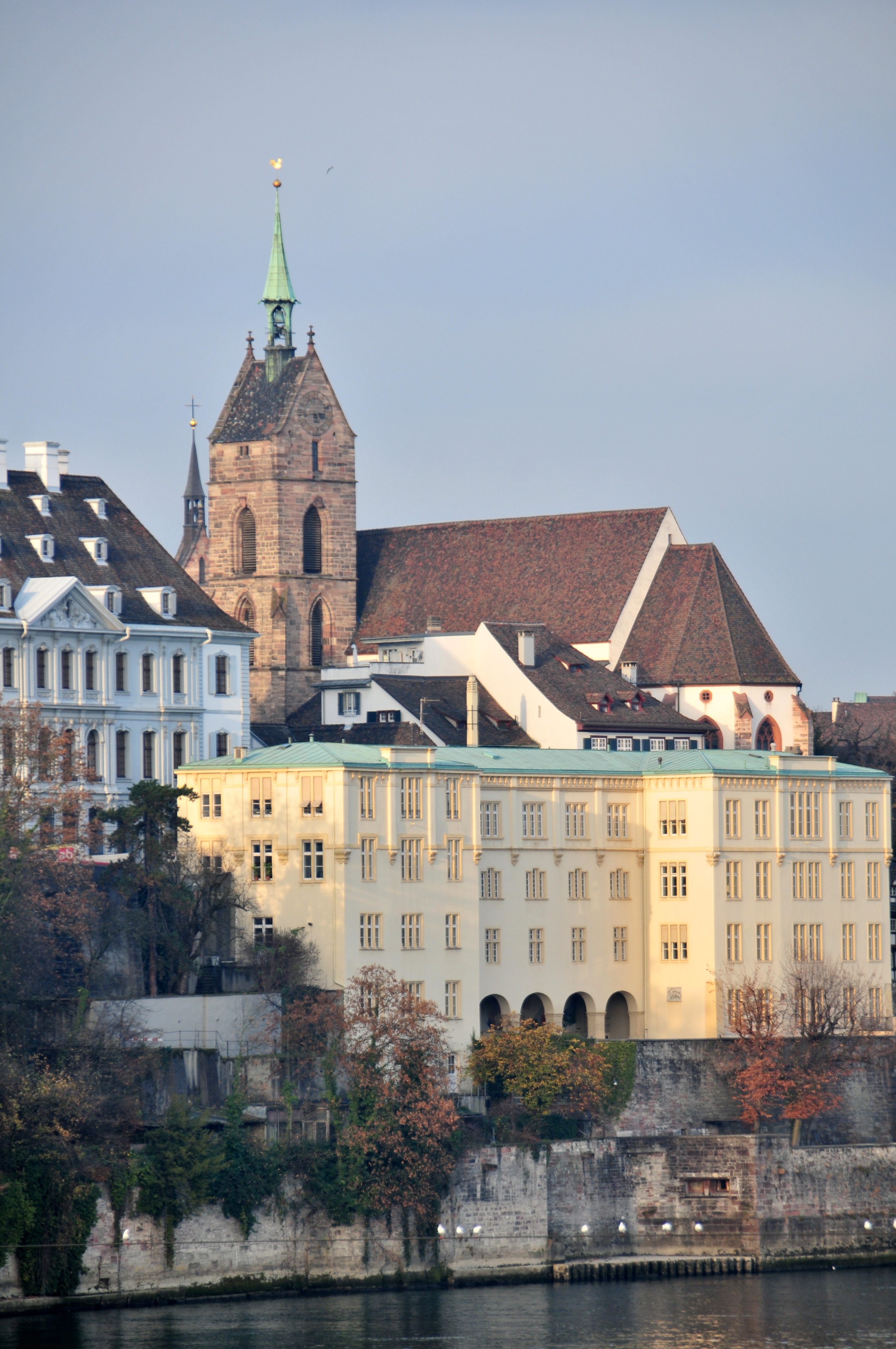
L'université de Bâle, où Jung était étudiant entre 1895 et 1900.

### Études et rencontres formatrices
Jung s'inscrit en 1895 à la faculté de médecine de l'université de Bâle où il étudie durant les deux premières années l'anatomie et la physiologie, deux matières qui ont pour lui un attrait particulier. Mais l'anthropologie et surtout l'archéologie l'intéressent encore davantage. Stimulé par le milieu universitaire, l'étudiant introverti s'épanouit progressivement. Cependant sa famille, faute de moyens, le presse d'abandonner la médecine et de se tourner vers un métier plus rapidement rémunérateur. Pour ne pas renoncer à son ambition, Jung contracte alors un accord avec son oncle Ernst Jung : celui-ci lui prête de l'argent à intervalles réguliers jusqu'à l'obtention du titre universitaire de docteur en médecine.
Durant ses années d'études, Jung donne cinq conférences dans le cadre de la société d’étudiants Zofingue (« Zofingiaverein »). Jung en est membre et secrétaire à la section de Bâle. Ses conférences dévoilent son assimilation de la pensée kantienne et particulièrement des textes Les rêves d'un visionnaire (qui propose une critique des thèses de Emmanuel Swedenborg), Critique de la raison pure et Critique de la raison pratique, lesquels ont profondément influencé son système de pensée, selon Luigi Aurigemma. Jung suit les cours de Ludwig Wille (1834-1912). Il obtient son diplôme le 28 septembre 1900.
Vers la fin de ses études, devant choisir une spécialité, ses lectures de Krafft-Ebing et de son livre fondateur de la sexologie, Psychopathia sexualis (1886), le convainquent d'opter pour la psychiatrie. Néanmoins, ce sont peut-être deux phénomènes occultes d'alors qui orientent son choix, la psychiatrie ne s'intéressant alors pas du tout aux « phénomènes dits occultes ». La thèse de doctorat choisie par Jung porte en effet sur le cas d'une jeune médium, Hélène Preiswerk (1880-1911),. Son intérêt pour ce domaine méprisé est conforté par des lectures d'ouvrages spirites tels ceux de Johann Zöllner, Crookes ou Swedenborg.
Jung exerce parallèlement comme médecin généraliste, un temps dans le village de Männedorf, près du lac de Zurich ; il ne peut en effet être psychiatre qu'une fois sa thèse validée. Il fait ainsi sa première conférence, en novembre 1896, à la société de Zofingue sur « Les frontières des sciences exactes ». Cependant, son attrait pour la théologie est toujours vivace ; il donne une autre conférence sur le théologien Albrecht Ritschl qui dénie la dimension mystique dans la religion. La lecture de la Vie de Jésus de Renan amorce son intérêt pour le personnage historique de Jésus. À côté de ses activités scientifiques, il participe toujours à des séances de spiritisme organisées par la société de Zofingue. Celles-ci constituent la matière première pour sa thèse consacrée aux « phénomènes dits occultes ». En juin 1895, il étudie le phénomène des tables tournantes au sein même de sa famille, observant le cas de sa cousine Helly — reconnue comme médium — et rassemblant des matériaux qu'il utilisera durant toute sa carrière.

### Le Burghölzli

#### Débuts

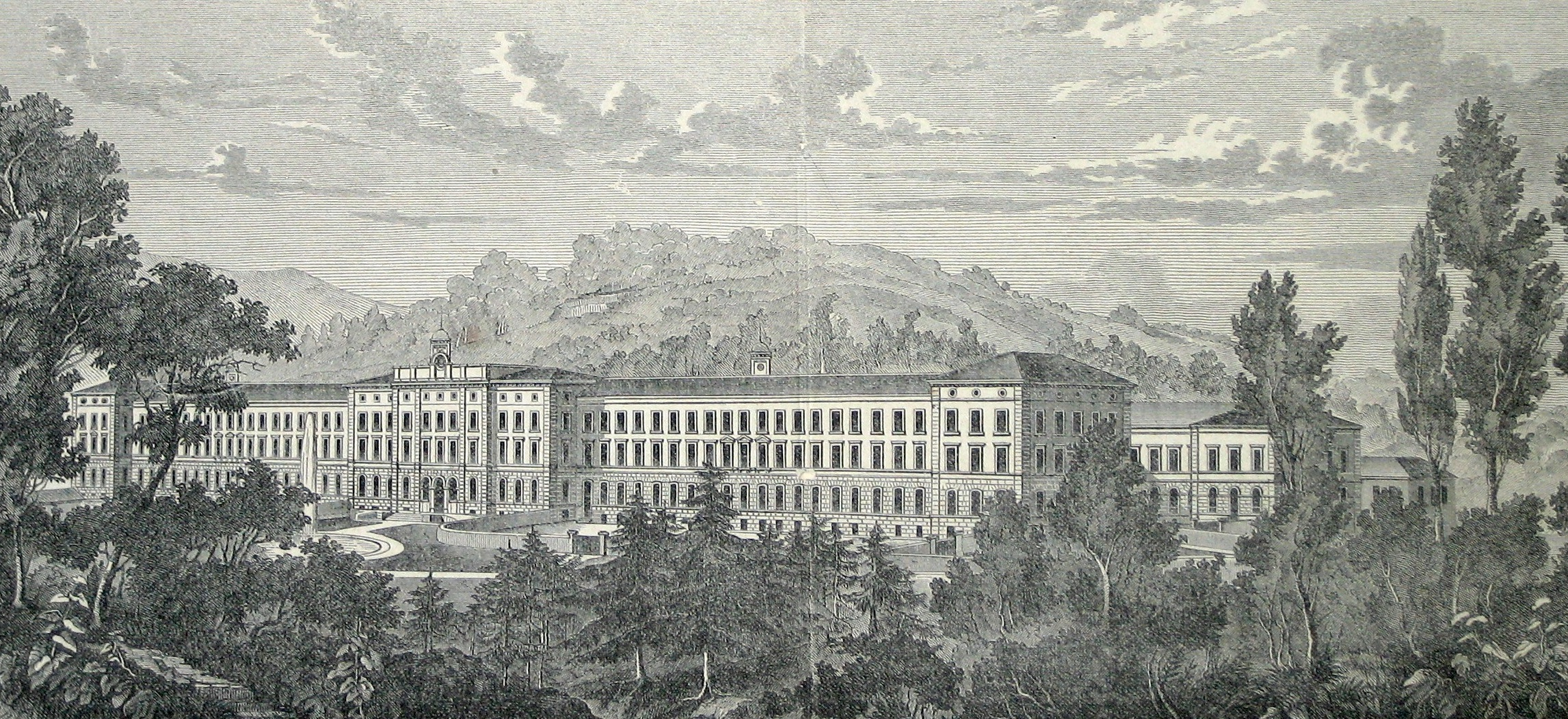
La clinique psychiatrique universitaire de Zurich, dite « le Burghölzli », vers 1890.

Désireux de continuer sa thèse tout en pratiquant la psychiatrie, Jung s'inscrit à l'université de Zurich en 1900. Il est engagé par Eugen Bleuler comme second assistant psychiatre à la clinique psychiatrique universitaire (surnommée le « Burghölzli »), considérée à l'époque comme un établissement d'avant-garde. Des difficultés financières l'incitent à s'absorber dans son travail, à tel point qu'il ne quitte pas l'institut pendant les six premiers mois. Devenant rapidement un objet de méfiance de la part de ses collègues, Jung se retranche dans les lectures : il entreprend de lire la totalité des cinquante volumes de la prestigieuse revue Allgemeine Zeitschrift für Psychiatrie, fondée en 1836, afin de parfaire ses connaissances. Eugen Bleuler se montre intéressé par les recherches de Jung sur le cas de sa cousine Helly mais ne donne à son élève aucune orientation dans son travail. Jung accorde dans sa thèse une large part aux étrangetés psychiatriques observées chez les médiums et à l'étude des phénomènes de conscience modifiée comme la cryptomnésie dont Nietzsche a fait l'expérience. Pour le besoin de ses recherches, il entretient des liens épistolaires avec la sœur du philosophe, Elisabeth Förster-Nietzsche. Parallèlement, il effectue son service militaire et en sort en 1901 avec le grade de lieutenant de l'armée suisse.

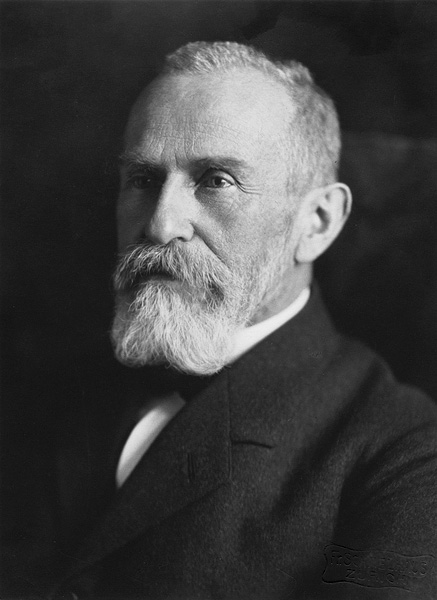
Eugen Bleuler (1857–1939), directeur du Burghölzli de 1898 à 1927.

Sa thèse achevée, Jung collabore, de 1901 à 1904, avec son cousin par alliance Franz Riklin, à la mise au point de la méthode dite des « associations de mots » (ou « associations verbales »). L'adaptation clinique et la traduction française du test des associations ont été réalisées en 2016 par le Dr Émile Guibert à partir des travaux et statistiques de l'école de Zurich. On lui doit l'établissement du manuel du test, de la feuille de passation, d'une grille d'analyse ainsi que des feuilles graphiques pour les temps de réaction, rendant désormais possible un usage clinique du test. Avec Franz Riklin, Jung observe que les patients confrontés à des mots liés à un vécu personnel douloureux ont des temps de réaction variables. Les deux chercheurs proposent le terme de « complexe » (gefühlsbetonte Komplexe) pour désigner ces fragments psychiques à forte charge affective, séparés du conscient et constitués « d'un élément central et d'un grand nombre d'associations secondaires constellées ». Pour améliorer les résultats de la méthode des associations verbales, Jung met au point un modèle de galvanomètre (nommé plus tard le « psycho-galvanomètre ») permettant l'enregistrement de la réponse électrodermique du sujet aux mots inducteurs selon les « effets galvaniques », en même temps que d'autres phénomènes végétatifs comme le rythme respiratoire, le pouls et la transpiration. Leurs travaux sont publiés sous le titre de Diagnostische Assoziationsstudien, préfacé par Eugen Bleuler.
Le 14 février 1903, il épouse Emma Rauschenbach, avec qui il aura cinq enfants : Agathe Niehus (née le 28 décembre 1904), Gret Baumann (née le 8 février 1906), Franz Jung-Merker (né le 28 novembre 1908), Marianne Niehus (née le 20 septembre 1910) et Helene Hoerni (née le 18 mars 1914). Emma est issue d'une famille aisée de fabricants de montres du canton de Schaffhouse, ce qui met dès lors Jung à l'abri des soucis financiers. Leur relation conjugale est cependant troublée par les infidélités de Jung dont la plus connue est sa liaison avec une de ses anciennes patientes, elle-même devenue analyste par la suite, Toni Wolff, et avec laquelle il entretient durant des années une relation intellectuelle fertile.
À la même époque, Jung se penche sur le phénomène du somnambulisme médiumnique, après avoir lu l'ouvrage du Genévois Théodore Flournoy consacré à ce sujet, Des Indes à la planète Mars. En 1902, le jeune psychiatre prend un congé sabbatique pour approfondir ses connaissances dans ce domaine. Il passe l'hiver 1902–1903 d'abord à Paris (où il assiste aux cours de Pierre Janet au Collège de France, participe aux activités de son laboratoire à la Salpêtrière, et prend part aux travaux du laboratoire d'Alfred Binet à la Sorbonne) puis à Londres. À son retour en 1904, Jung est nommé professeur adjoint à l'université de Zurich et le jeune couple emménage non loin du Burghölzli. Carl Gustav travaillant toujours davantage, les Jung n'ont pas de vie sociale. La même année naît leur première fille, Agathe Regina. À partir de ce moment, Emma Jung se consacre au foyer, délaissant ses propres travaux de recherche sur la symbolique de la légende du Graal.

#### Confirmation
Au Burghölzli, Jung continue ses recherches sur les complexes, « s'efforçant de trouver dans l'esprit de chacun l'intrus responsable du blocage de la libido », une problématique souvent attribuée à Freud seul, et dont l'influence devient dès lors déterminante. Jung a en effet lu L'Interprétation des rêves paru en 1900 et sa thèse recèle des références au fondateur de la psychanalyse qui, à son tour, considère les recherches de Jung et de Riklin comme étant des constatations a posteriori des siennes. La théorie de la névrose et du refoulement lui fournit les outils conceptuels pour continuer ses recherches, même s'il ne partage pas l'opinion de Freud sur l'origine traumatique des refoulements névrotiques. La psychanalyse l'attire toujours davantage, et peu à peu, les deux hommes s'écrivent. Jung se confie à Freud dès le début. Dans une lettre du 23 octobre 1906, la deuxième de leur correspondance, Jung expose le cas d'une de ses patientes en analyse, Sabina Spielrein, hospitalisée pour des crises d'hystérie, sans toutefois mentionner son nom, ni, surtout, lui révéler qu'elle est devenue sa maîtresse. Alors que leur liaison est à son apogée, vers 1908–1909, une lettre anonyme informe les parents de Sabina de la situation : ils exigent dès lors que Jung y mette fin. Le 7 mars 1909, il avoue à Freud avoir une liaison avec « une patiente » qu'il a autrefois sauvée d'une « très difficile névrose » et qui maintenant menace de déclencher un scandale. Freud minimise la gravité de l'affaire. Jung, ayant compris que c'est sa femme et non Sabina Spielrein qui a ébruité le secret, écrit le 21 juin à son mentor Freud : « Ma façon d'agir était une muflerie dictée par la peur, et je ne vous l'avoue guère volontiers, à vous que je considère comme mon père ».
Lorsqu'en 1905, Jung accède à la Chaire de psychiatrie de l'université de Zurich, il a déjà, avec Franz Riklin, publié deux volumes sur les associations verbales. Mais la même année, Franz Riklin quitte Zurich et Jung fait alors appel à d'autres médecins pour continuer ses recherches : Karl Abraham, Alphonse Maeder, Hans Maier et Emma Fürst. Ses premiers cours portent sur la « signification psychopathologique des expériences d'associations ». Dès lors, Jung commence à acquérir une solide réputation, recevant la visite de plusieurs collègues étrangers. Le succès de son psycho-galvanomètre le conduit à accepter également le poste d'expert-psychiatre auprès des tribunaux du canton de Zurich : l'examen des témoignages en justice selon ses méthodes permet en effet la résolution d'affaires difficiles, notamment pour détecter une voleuse parmi trois infirmières. Hugo Münsterberg, professeur de psychologie à Harvard, utilise lui aussi ses expériences d'associations de mots en milieu judiciaire en s'en attribuant la primauté. Lorsque Jung apprend ce détournement, il exige et obtient de Munsterberg des excuses publiques.

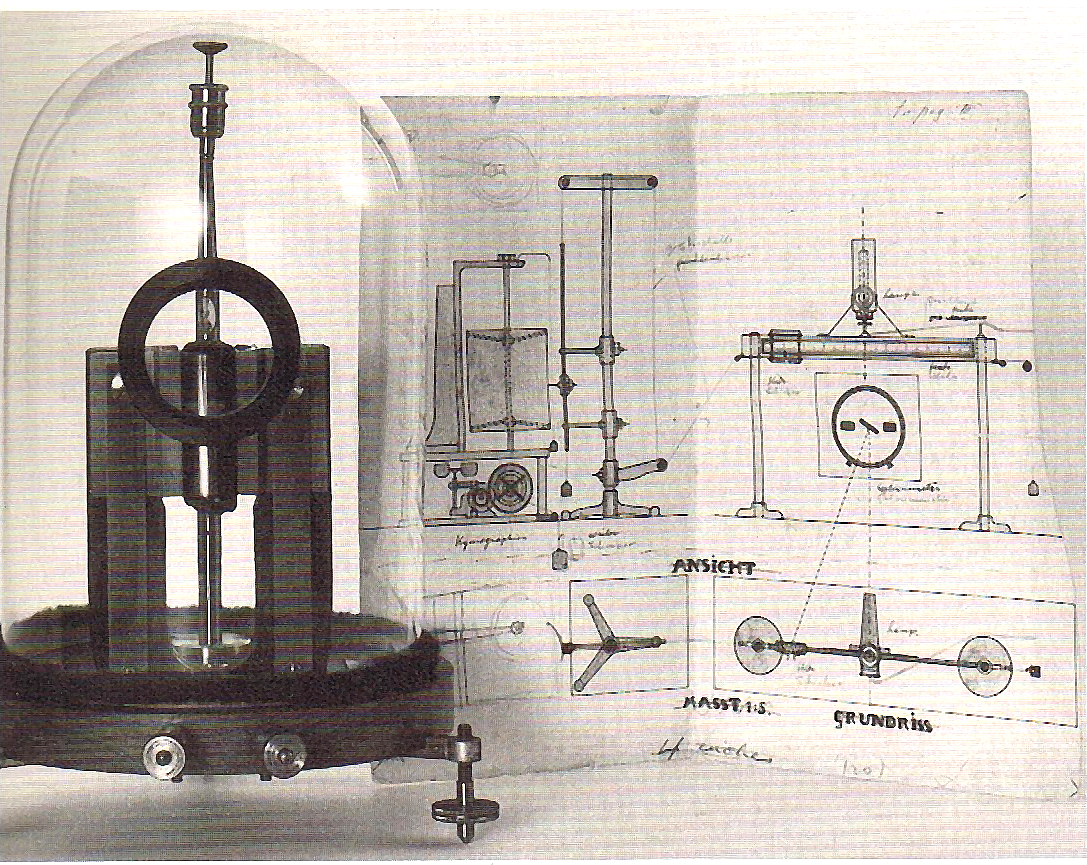
Le galvanomètre mis au point et utilisé par Jung au Burghölzli pour enregistrer la réponse électrodermale aux mots de l'inducteur. Les plans sont de la main de Jung.

Dans les années 1900, l'enseignement universitaire de Jung devient très populaire en raison de sa diversité et de ses qualités didactiques. Jung aborde en effet des thèmes aussi divers que l'hypnose ou le processus de création chez les écrivains (tels Conrad Ferdinand Meyer, autre personnalité de Zurich) ou chez les musiciens (avec Robert Schumann). Ses cours sont fréquentés par des femmes de la bourgeoisie surtout zurichoise, que ses détracteurs surnomment les « Zürichberg Pelzmäntel » (« les manteaux de fourrure des beaux quartiers de Zurich »), qui lui font une « renommée locale de magicien » en même temps que Sabina Spielrein rend publique leur liaison adultérine.
En 1906, malgré la réticence de Bleuler, Jung est nommé « Oberarzt » (« médecin adjoint ») et doit alors assumer des tâches administratives. Ses détracteurs fustigent son manque de considération pour ses patients qui ne sont pour lui que des matériaux de travail. La brouille avec Bleuler s'exacerbe en 1906[réf. souhaitée], lorsque Jung décide d'entrer en contact avec Freud, alors persona non grata dans le monde universitaire et clinique, même si les deux hommes ne se rencontrent qu'en 1907. Son implication active dans la psychanalyse naissante débute alors. Lucide, Jung est conscient des risques qu'il prend : « Quand j'ai commencé avec Freud, je savais que je risquais ma carrière », explique-t-il. En 1906, il publie, en se référant abondamment à Freud, ses Études diagnostiques sur les associations, qui font la synthèse de ses recherches depuis son entrée au Burghölzli. Il donne en même temps des cours sur l'hystérie, l'hypnose et la démence précoce. Concernant l'hypnose, à l'instar de Freud, et bien que Jung lui doive ses premiers succès (avec le cas d'une femme venue le consulter et présentant une paralysie hystérique d'une jambe), il considère qu'elle appartient au phénomène du transfert et en abandonne donc la pratique.
La correspondance entre Freud et Jung est alors intense et dure jusqu'en 1914, date de leur rupture officielle. Jung a toujours manifesté une grande émotion en évoquant Freud, en dépit de leur différence d'âge (Freud a alors cinquante ans, Jung trente-et-un an). Peu après, Bleuler rejoint le mouvement psychanalytique, faisant de Zurich, après Vienne, le second pôle acquis aux théories de Freud. Pourtant, dès ses débuts, la divergence qui conduit les deux hommes à la rupture existe déjà de manière latente. Dans un article défendant Freud contre son détracteur Gustav Aschaffenburg, Jung se montre en effet peu enclin à admettre le « fondement sexuel » de l'hystérie et il écrit plus tard à Freud qu'« un grand nombre de cas ont une origine sexuelle, mais pas la totalité ». Le rythme de la correspondance entre les deux hommes témoigne également de leur différence : Freud répond le jour même aux questions de Jung alors que celui-ci attend plusieurs jours voire des semaines avant d'envoyer sa réponse, étant toujours accaparé par des tâches administratives ou des travaux de recherche.

### Relation avec Sigmund Freud

#### Rencontre et amitié

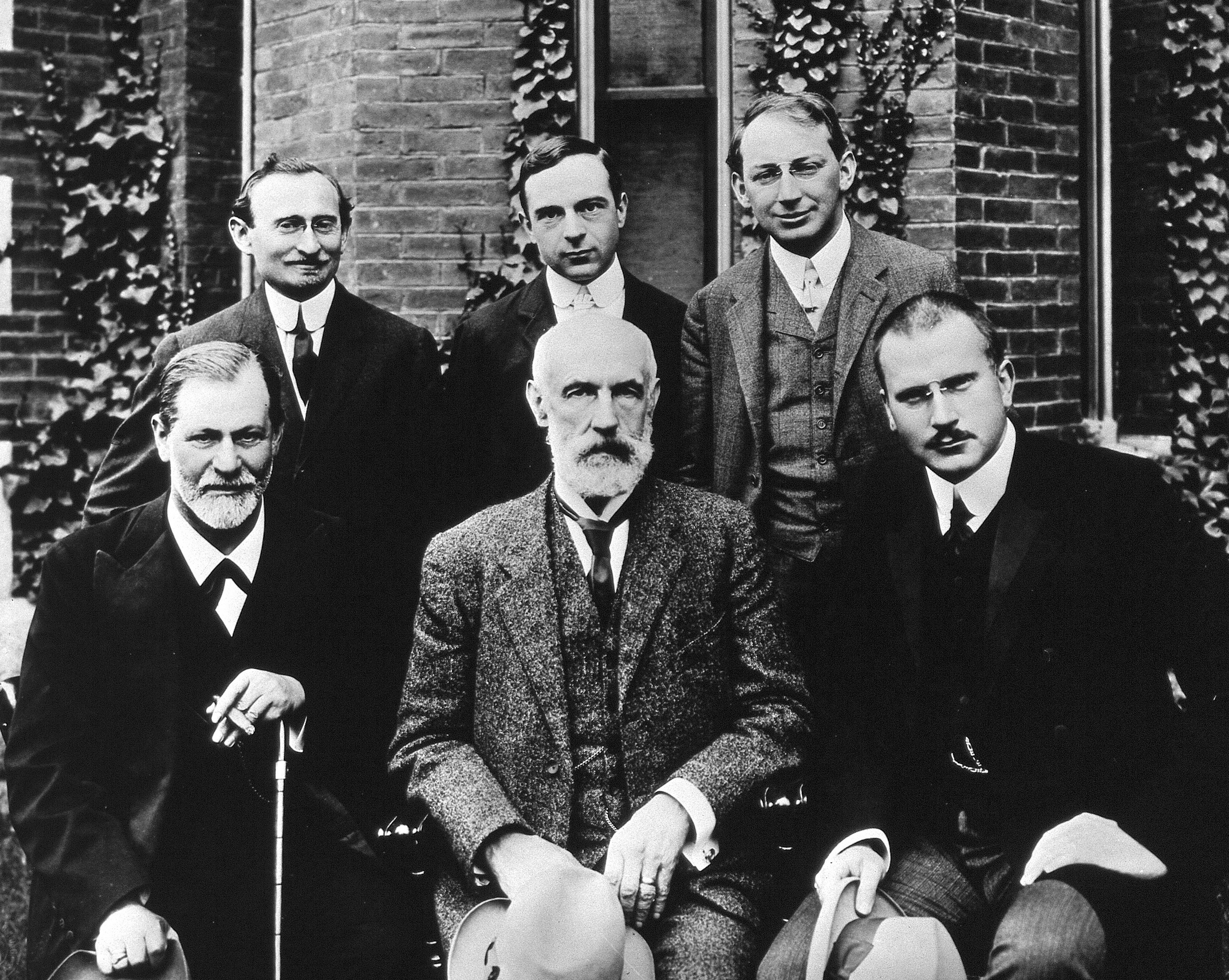
En septembre 1909, lors de la série de conférences faite à la Clark University, à Worcester, Massachusetts. De gauche à droite, devant : Sigmund Freud, G. Stanley Hall, C. G. Jung ; derrière : Abraham Brill, Ernest Jones, Sandor Ferenczi.

En 1906, Jung publie sa Psychologie de la démence précoce, un ouvrage dans lequel il soutient, à l'encontre de l'opinion de Bleuler, l'hypothèse de l'origine neurotoxique de la démence précoce. Il fait parvenir un exemplaire de son livre à Freud qui l'accueille favorablement. Les propos de Jung en faveur de la psychanalyse provoquent l'enthousiasme de Freud qui cherche alors à établir une relation plus soutenue. Il s'ensuit une amitié intense mais « conflictuelle », selon le mot de Freud, car ce dernier remarque vite chez son correspondant des « propos équivoques » et une absence d'adhésion totale à ses vues. Freud néanmoins évite de relever les points de désaccord, conscient de l'intérêt stratégique de l'« école de Zurich » pour le développement de la psychanalyse naissante en Europe. Dans une lettre datée du 29 décembre 1906, Jung analyse la nature de leurs divergences, énumérant cinq points polémiques. Linda Donn, dans Freud et Jung. De l'amitié à la rupture, voit dans cette lettre le point de départ de la querelle entre les deux hommes.
C'est également à cette époque que les relations entre Jung et Eugène Bleuler se détériorent définitivement. Emma Jung suggère alors à son mari de quitter le Burghölzli pour ouvrir un cabinet et acquérir sa propre clientèle. Pour éviter de rendre publics leurs différends, Jung et Bleuler se mettent d'accord pour ne pas précipiter le départ du jeune psychiatre. Cette ambiance conflictuelle ne l'empêche pas de continuer ses recherches sur les associations, qu'il expérimente aussi sur lui-même, avec l'assistance du médecin Ludwig Binswanger. En 1907, Jung décide de s'éloigner de Bleuler, en allant rendre visite à Freud à Vienne. Il réalise alors son intronisation à la psychanalyse ; ce faisant, il est « comme le trait d'union entre ses deux maîtres », Bleuler et Freud. Les deux hommes se rencontrent le dimanche 3 mars 1907, chez Freud, en famille. La relation avec l'homme de Vienne se consolide durant l'année 1907 et cette rencontre avec le père de la psychanalyse (de 19 ans son aîné) est pour Jung déterminante. Les deux hommes échangent près de 360 lettres en l'espace de huit ans.
Intégrant certains postulats de la psychanalyse, Jung n'en demeure pas moins sceptique sur divers points. Il écrit par exemple : « Un coup d'œil superficiel sur mon travail suffit pour voir ce que je dois aux géniales conceptions de Freud. Je puis assurer qu'au départ, j'ai passé en revue toutes les objections qui ont été lancées par les spécialistes contre Freud. Mais je me suis dit qu'on ne pouvait réfuter Freud qu'à condition d'avoir soi-même utilisé souvent la méthode psychanalytique et d'avoir vraiment fait des recherches de la même manière que Freud, c'est-à-dire en considérant la vie quotidienne, l'hystérie et le rêve de son point de vue, sur une longue période et avec patience. Si on ne peut pas le faire, on n'a pas le droit de porter un jugement sur Freud à moins de vouloir agir comme ces fameux hommes de science qui refusaient de regarder à travers la lunette de Galilée. »
D'emblée, Freud le désigne comme son « fils et héritier scientifique », comme son « dauphin » selon l'expression d'un de ses biographes, Ernest Jones, qui a suivi la relation des deux hommes. En 1910, Freud écrit en parlant de Jung : « Je suis plus que jamais convaincu qu'il est l'homme de demain », alors qu'Ernest Jones dit de lui qu'il « avait cru trouver en Jung son successeur direct », le seul apte à soustraire « la psychanalyse au danger de devenir une affaire nationale juive » (en effet, la quasi-totalité des membres de l'entourage de Freud étaient juifs comme lui). S'ensuivent treize heures de discussions intenses qui se terminent sur une polémique. Jung veut en effet connaître l'opinion de Freud sur les phénomènes parapsychologiques. Freud dénigre cet intérêt pour un sujet qu'il considère comme appartenant au folklore. Cependant, alors qu'ils argumentent, un bruit de craquement se fait entendre à deux reprises dans la bibliothèque. Jung y voit une manifestation parapsychologique, ce qui terrifie Freud et lui inspire dès lors une certaine méfiance envers Jung. Plus tard, celui-ci y verra une manifestation de la synchronicité. Jung a l'intuition dès ce moment qu'il doit exister un « complexe tout à fait particulier, universel et en rapport avec les tendances prospectives des hommes ». Selon Linda Donn, « Jung avait franchi un pas hors de l'orbite de Freud et avait perçu quelque chose de ses propres possibilités créatrices ». L'entrevue se termine sur une supplique solennelle de l'« homme de Vienne », racontée par Jung lui-même : « J'ai encore un vif souvenir de Freud me disant : « Mon cher Jung, promettez-moi de ne jamais abandonner la théorie sexuelle. C'est le plus essentiel ! Voyez-vous, nous devons en faire un dogme, un bastion inébranlable. » Il me disait cela plein de passion et sur le ton d'un père disant : « Promets-moi une chose, mon fils : va tous les dimanches à l'église ! » Quelque peu étonné, je lui demandai : « Un bastion — contre quoi ? » Il me répondit : « Contre le flot de vase noir de… » Ici il hésita un moment pour ajouter : « … de l'occultisme ! » Ce qui m'alarma d'abord, c'était le « bastion » et le « dogme » ; un dogme c'est-à-dire une profession de foi indiscutable, on ne l'impose que là où l'on veut une fois pour toutes écraser un doute. Cela n'a plus rien d'un jugement scientifique, mais relève uniquement d'une volonté personnelle de puissance. Ce choc frappa au cœur notre amitié. »
Pour Jung, ce comportement démontre la névrose de Freud, son ambition de se comporter en patriarche de la psychanalyse, et prouve son « matérialisme scientifique » qui est à la source de leur rupture à venir, en 1914. Cependant, en dehors de ces divergences, la communion est totale à l'issue de cette première rencontre et il s'établit dès ce moment un pacte d'amitié entre les deux hommes. Selon Linda Donn, « Freud et Jung essaieraient ensemble de dévoiler les mystères de la psyché et défieraient l'ordre psychiatrique établi ».

#### Psychanalyse et reconnaissance

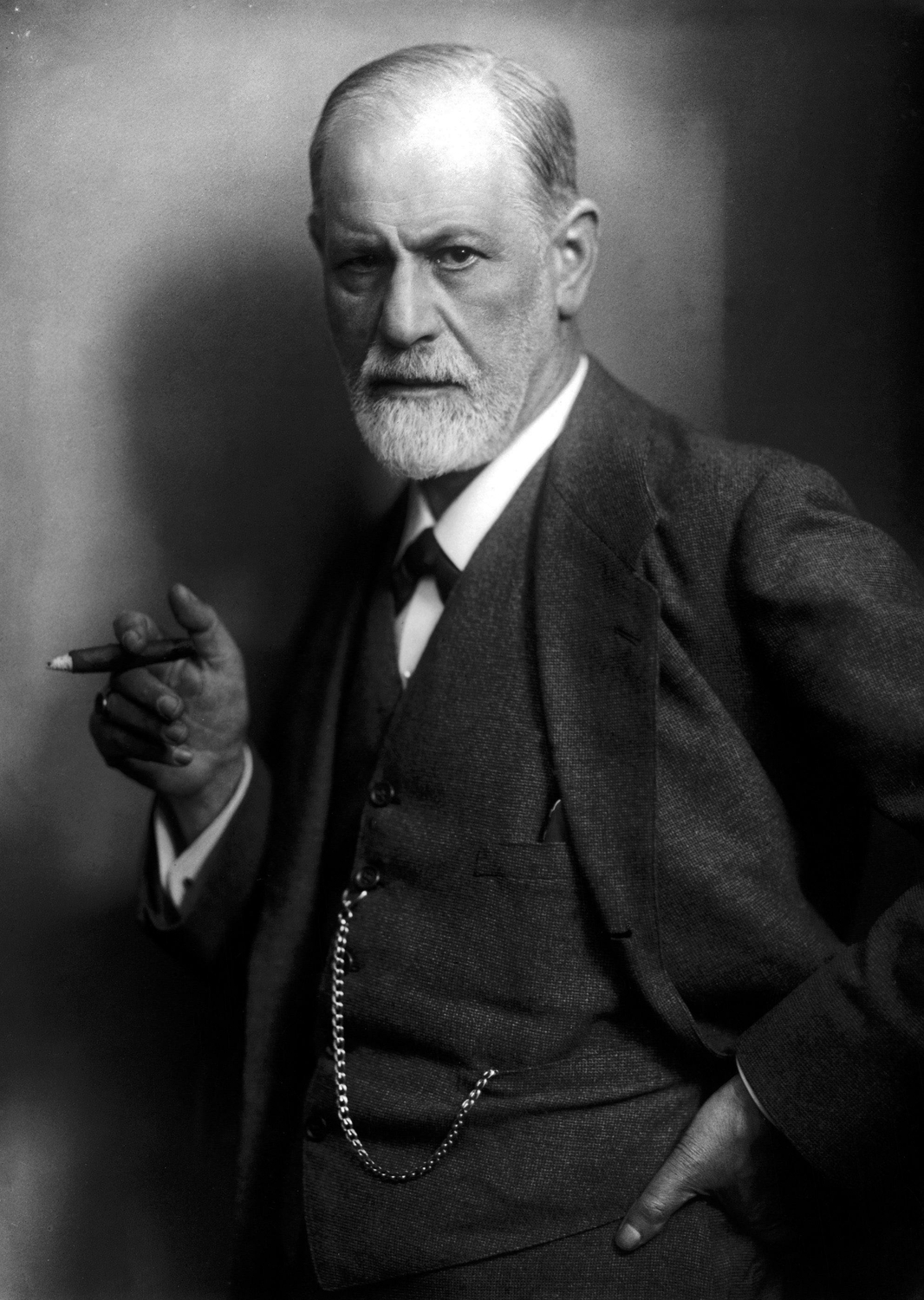
Sigmund Freud en 1922.

Peu après cette visite, Jung devient membre de la Société psychanalytique de Vienne [réf. souhaitée] qui vient d'être fondée (en 1908) et qui réunit tous les partisans de Freud. La même année, Jung décide de créer son propre cabinet d'analyse. Il fait construire à cet effet une solide bâtisse, à Küsnacht, en bordure du lac. Il en dessine lui-même les plans et confie la réalisation à son cousin architecte, Ernst Fiecher. Il souhaite avant tout une maison inspirant la sécurité pour favoriser le développement de sa vie intérieure et fait graver au-dessus de l'entrée un adage d'Érasme, traduisant un oracle de Delphes, symbolisant sa pensée : « Vocatus atque non vocatus, Deus aderit », qui signifie : « Qu'on l'invoque ou non, Dieu sera présent ». Cet adage sera aussi son épitaphe.
Au printemps 1908, Jung organise à Salzbourg le premier congrès international de psychanalyse. C'est au cours de ce congrès qu'est créée une revue spécialisée, destinée à faire le lien entre Vienne et Zurich, la Jahrbuch für psychoanalytische und psychopathologische Forschungen (Annales de recherches psychanalytiques et psychopathologiques, abrégée en Jahrbuch, éditée chez Deuticke, à Vienne et à Leipzig). Bleuler, Freud et Jung en sont les directeurs. Jung participe ensuite à la création d'une société suisse de recherches freudiennes, réunissant psychiatres et médecins. Sa proximité avec Freud s'accroît encore lorsqu'il donne une conférence au vif succès intitulée « L'importance de la théorie de Freud en neurologie et en psychiatrie ». En 1909, le premier numéro de la revue est édité ; Jung en est alors le rédacteur en chef. Sa notoriété internationale permet à cette revue naissante de toucher rapidement nombre de scientifiques, en particulier aux États-Unis, surtout grâce à ses recherches sur les associations. Alors que Freud souhaite que Jung mette toute son énergie et son temps dans la promotion de la psychanalyse, le psychiatre suisse nourrit d'autres préoccupations, notamment pour les phénomènes occultes. Il est ainsi élu membre honoraire de la Société américaine de recherches psychiques pour ses « mérites comme occultiste ».
Jung travaille alors au cas d'Emil Schwyzer, dit l'« homme au soleil phallique », interné au Burghölzli, où Jung continue ses travaux de recherche. Il souhaite faire de Schwyzer le cas exemplaire d'une nouvelle théorie de la démence précoce. Un autre cas pathologique, celui d'Otto Gross, (fils d'Hans Gross, un célèbre magistrat autrichien), lui permet d'appliquer sa théorie des types psychologiques qu'il présente la première fois dans un article de la Jahrbuch intitulé « De l'influence du père sur la destinée de ses enfants ». Cet article mentionne aussi la possibilité d'un « inconscient collectif », une théorie en germe dès 1908 et s'appuyant sur le cas Schwyzer. Jung a psychanalysé Otto Gross en deux semaines, ce qui fait dire à Freud qu'il est étonné du « rythme juvénile » de son collègue zurichois et d'ajouter qu'avec lui, à Vienne, le traitement aurait été plus long. Gross s'est ensuite enfui du Burghölzli, ce qui fait de ce traitement un échec dont Jung s'explique longuement dans une lettre à Freud datée du 26 juin 1908.
Parallèlement, sa relation avec Sabina Spielrein tourne en un cercle vicieux dont Jung peine à sortir. Spielrein correspond également avec Freud, lui donnant sa version de sa relation. Jung se défend alors en disant que Spielrein a transféré sur lui la figure du sauveur et de l'amant. Néanmoins, il n'accepte pas de parler de relation adultérine lorsque Freud lui demande de s'expliquer. Voici ce qu'il écrit à Freud en guise de justification : « S. Spielrein est précisément la personne dont je vous ai parlé (…). Elle a été pour moi mon cas psychanalytique d'apprentissage, et c'est pourquoi je lui ai gardé une reconnaissance et une affection particulières. »
À son cabinet privé, Jung se fait connaître en soignant l'Américain fortuné Joseph Medill McCormick, fils du magnat de la presse de Chicago. Dès lors, son cabinet ne cesse d'accueillir des Américains impressionnés par ses théories et sa cure. En septembre 1909, il se rend aux États-Unis pendant un mois, avec Freud, Sándor Ferenczi (présenté à Freud par Jung) et Jones, où ils sont conviés à une série de conférences à la Clark University de Worcester Massachusetts, par son président G. Stanley Hall. Jung est enjoué par ce voyage alors que Freud le vit tout à fait différemment. Celui-ci tombe malade sur le bateau à l'aller et passera son séjour aux États-Unis en grande partie reclus dans sa chambre d'hôtel, ne voyant quasiment rien des États-Unis. Jung développe ses relations outre-Atlantique et rencontre Stanley Hall, William Stern, Albert Michelson, Franz Boas l'anthropologue, Adolf Meyer, Ernst Neumann, John Dewey et Wilhelm Wundt. Avec William James, Jung s'entretient à propos des phénomènes parapsychologiques et ils se proposent de réaliser une étude commune sur le sujet, mais cette œuvre se voit contrariée par la mort de James en 1910. Au États-Unis, Freud et Jung se voient honorés du titre de LL. D. (docteur des deux droits). C'est durant cette période que Freud désigne explicitement Jung comme son « successeur et prince héritier ». Mais Freud se méfie des États-Unis, incapables pour lui d'accueillir la psychanalyse et la notoriété de Jung dans ce pays accroît encore sa méfiance. Pour Jung, la méfiance de Freud s'explique par des motifs personnels : « Au cours de toutes ces années où nous fûmes si proches, il n'y eut que des projections », explique-t-il dans Ma Vie. Réfractaire, Freud ne se sent pas à l'aise et lors de leur retour, sur le port, le médecin viennois urine dans son pantalon. Secouru par Jung, celui-ci lui dit vouloir l'analyser mais Freud refuse, arguant ne pas vouloir risquer son autorité. Cet épisode accroît davantage la mésentente entre les deux hommes.

#### L'inconscient collectif et la contribution de Honneger
Sous l'autorité de Jung depuis son entrée au Burghölzli en 1909, un jeune psychiatre en formation, Johann Jakob Honneger (1885–1911), se passionne pour la psychanalyse. Jung lui donne alors à étudier le cas d'Emil Schwyzer, pensionnaire de la clinique zurichoise depuis 1901. Un délire de ce patient intéresse particulièrement Jung : Schwyzer y voit le soleil comme un astre sexué, possédant un phallus dont le mouvement érotique produit le vent. Très vite, Honneger et Jung y reconnaissent l'expression de mythes inconnus du patient, comme celui lié à la liturgie de Mithra.
Un rêve de Jung l'oriente alors vers le concept d'archétype, qu'il développe formellement à partir de 1911, dans l'ouvrage fondateur de la psychologie analytique, Métamorphoses et symboles de la libido qui traite des images mythologiques dans les rêves et les hallucinations. Jung demande à Honneger de recueillir le maximum de renseignements cliniques de ce patient, dont l'observation est ensuite utilisée par le jeune assistant pour rédiger sa thèse de psychiatrie. Entrevoyant l'importance de ses découvertes, Jung impose à Honneger un rythme de travail extrême, à tel point que l'étudiant sera plus tard considéré par certains critiques de Jung comme le véritable découvreur du concept d'inconscient collectif : l'appropriation des travaux d'Honneger par Jung est par exemple un thème central dans la rhétorique de Richard Noll, son principal détracteur. Cependant, la théorie culturelle de Jung a précédé les conclusions d'Honneger puisqu'elle est déjà formulée dans une lettre adressée à Freud, dans laquelle Jung résume sa position en ces termes : « Nous ne résoudrons pas le fond de la névrose et de la psychose sans la mythologie et l'histoire des civilisations ».
En 1910, dans une conférence intitulée « La formation du délire paranoïaque » donnée à Nuremberg, Honneger expose ses propres conclusions relatives au cas de Schwyzer. Mais souffrant de dépression, il se suicide l'année suivante, en mars 1911, et Jung récupère les notes de son élève pour terminer son travail. Ces documents ayant par la suite disparu, Jung a été accusé d'avoir repris à son propre compte le travail de Honneger. C'est cependant lui qui avait orienté son jeune assistant vers des ouvrages lui permettant de comprendre le « cas Schwyzer ». Pour Deirdre Bair, « il n'existe aucun document permettant d'élucider cette question, et l'on en est réduit aux conjectures ». Il reste certain que Jung s'est penché sur le cas d'Emil Schwyzer dès 1901.

### Rupture avec Freud

#### Mésententes et divergences
En 1911, Jung commence sa relation adultérine avec Toni Wolff, qui le fascine notamment parce qu'elle est férue de mythologie. Jung entretient alors une relation triangulaire avec elle et sa femme. Pour Deirdre Bair, « Toni Wolff devint la première d'une longue série de femmes qui gravitèrent autour de Jung parce qu'il leur permettait de mettre leurs intérêts et leurs capacités intellectuelles au service de la psychologie analytique ». Cette année-là, la psychanalyse a acquis une renommée mondiale, grâce notamment au Congrès de Weimar. Parallèlement, Jung consacre de moins en moins de temps à éditer les Jahrbuch ; selon le biographe de Freud, Ernest Jones, la dégradation de leur relation commence réellement en 1911, au congrès de Weimar et à la fondation de l'Association psychanalytique internationale, mais elle ne porte pas sur le concept de libido ou sur l'utilisation des mythes comme souvent on a pu le penser. Selon Jones, le problème vient plutôt de ce que « Jung était si absorbé dans ses recherches que celles-ci nuisaient gravement à ses obligations de président » de l'Association psychanalytique internationale. La critique de Freud porte sur le fait que Jung s'appuie sur trop de sources extérieures, du domaine religieux ou mythologique. Jung réplique en expliquant qu'il trouve « trop inquiétant de laisser de côté de larges domaines du savoir humain ». La méthode dite circulaire de Jung, qui revient sans cesse sur ses écrits antérieurs, dérange également Freud. Jung est par ailleurs de plus en plus accaparé par des tâches administratives, trouvant peu de temps pour continuer ses recherches, notamment sur l'origine de la religion. Président de l'Association psychanalytique internationale, rédacteur en chef des Jahrbuch, il ne peut assurer une correspondance avec Freud qui le soupçonne de vouloir créer son propre mouvement psychanalytique et d'échapper à son autorité. Le psychanalyste britannique Ernest Jones, fervent défenseur de Freud, est le premier à entrevoir la future rupture entre les deux hommes, dont les causes mêlent mésententes personnelles, divergences théoriques et conflit de caractères.
L'étude des « imaginations créatrices subconscientes » de Miss Frank Miller, lui procure les matériaux nécessaires pour développer sa théorie de l'inconscient collectif dans Métamorphoses de l'âme et ses symboles. Freud parle alors d'« hérésie », ce qui précipite leur rupture. Néanmoins, celle-ci fut largement consommée par ce qui a été appelé le « geste de Kreuzlingen » : un malentendu sur l'envoi d'une lettre entre les deux hommes, qui disparaît, renvoyant chacun sur sa position. Deirdre Bair note que « dans les courriers échangés entre le 8 juin et la fin du mois de novembre 1912, on ne trouve plus qu'amertume, récriminations et désir de vengeance ». De plus, le débat autour du concept de libido, en 1912, met le feu aux poudres, à propos du cas célèbre de Daniel Paul Schreber, auteur des Mémoires d'un névropathe. Freud y voit l'illustration de son concept exclusivement sexuel de libido, or, pour Jung : « la suppression de la fonction de réalité dans la demencia praecox ne se laisse pas réduire au refoulement de la libido (définie comme faim sexuelle), du moins, moi, je n'y arrive pas », avoue-t-il. Freud voit donc en Jung un dissident, comme le fut Alfred Adler au début du mouvement psychanalytique ; néanmoins, contrairement à ce dernier, il considère que « c'est le désir d'éliminer ce qu'il y a de choquant dans les complexes familiaux, afin de ne pas retrouver ces éléments choquants dans la religion et la morale, qui a dicté à Jung toutes les modifications qu'il a fait subir à la psychanalyse ».

#### Vers la rupture officielle
Une série de conférences aux États-Unis, en 1912, à la Fordham University, intitulée « La Théorie psychanalytique », et la publication de la seconde partie des Métamorphose et symboles de la libido enveniment sérieusement la situation. Jung profite de l'occasion pour expliquer en quoi ses idées diffèrent de celles de Freud. Il se grandit en prétendant avoir analysé aux États-Unis des patients noirs et même avoir rendu visite au président Theodore Roosevelt. À cela s'ajoute une fausse lettre écrite par Ernest Jones, prétendument envoyée par Jung à son père au Pays de Galles, qui discrédite l'autorité de Freud. Cela motive son bannissement officiel dès le mois d'août 1912. Dès lors, le mouvement psychanalytique se divise en deux obédiences : les partisans de Freud d'un côté, avec Karl Abraham (qui écrit une sévère critique de Jung) et Ernest Jones en défenseurs de l'orthodoxie freudienne, et ceux de Jung de l'autre (dont Leonhard Seif, Franz Riklin, Johan Van Ophuijsen, Alphonse Maeder, entre autres).
En 1913, comme pour officialiser cette rupture, Jung présente succinctement au XVIIe Congrès international de médecine organisé à Londres, en août, sa nouvelle approche qu'il nomme la « psychologie analytique », la distinguant de la psychanalyse de Freud et de la psychologie des profondeurs d'Eugen Bleuler. Jung y suggère de libérer la théorie psychanalytique de son « point de vue exclusivement sexuel » en se focalisant sur un nouveau point de vue énergétique se fondant sur celui développé par Henri Bergson. Jung y fait ensuite une intervention intitulée « Contribution au problème des types psychologiques ». Cette nouvelle typologie de la personnalité est une autre façon de se démarquer de Freud. Néanmoins, Jung est réélu pour un second mandat en tant que président de l'Association psychanalytique internationale. Cette conférence porte un coup fatal à la collaboration de Jung avec Freud, qui y voit un geste de trahison. Ainsi, la lettre de Freud du 27 octobre 1913 entérine la rupture : « Votre allégation comme quoi je traiterais mes partisans comme des patients est évidemment fausse (…). Par conséquent, je propose que nous abandonnions nos relations personnelles complètement. »
Les deux hommes continuent néanmoins de correspondre toute l'année 1913, mais sous le style formel de ces échanges, l'amertume est manifeste. Jung préside toujours l'Association psychanalytique internationale et coordonne les Jahrbuch. Dans ses écrits ultérieurs, Freud considère que Jung a voulu le supplanter comme créateur de la psychanalyse. Par la suite, Jung refuse de reconnaître l'importance de la psychanalyse de Freud dans sa propre conception.
Les deux hommes ne se remettent jamais de cette rupture qui clôt une amitié certaine. Elle marque surtout deux visions différentes mais complémentaires, dans une certaine mesure, de la psyché. La cause du conflit entre Freud et Jung conditionne bien plus que l'histoire des relations entre la psychanalyse et la psychologie analytique : elle exerce une profonde influence également sur les raisons du rejet médiatique et institutionnel des théories de Jung.

### Confrontation à l'inconscient
« Notre âme, comme notre corps, est composée d'éléments qui tous ont déjà existé dans la lignée des ancêtres. Le « nouveau » dans l'âme individuelle est une recombinaison, variée à l'infini, de composantes extrêmement anciennes. »

— C. G. Jung

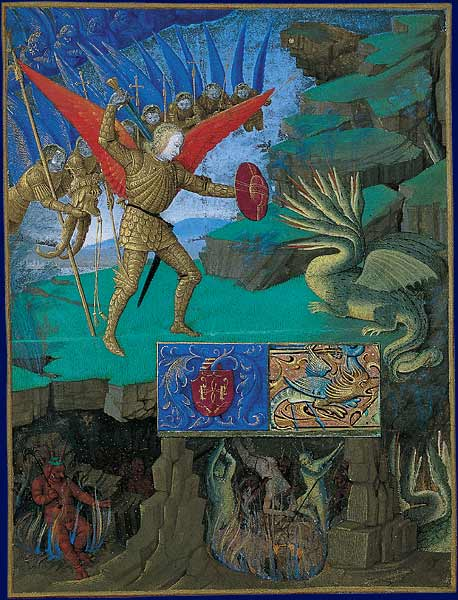
Saint Michel combattant le dragon. Jean Fouquet, Livre d'heures d'Étienne Chevalier..

L'année 1913 marque pour Jung un retour sur lui-même : la rupture avec Freud le confronte personnellement à une désorientation totale, à « l'impression de faire un terrible saut dans l'inconnu ». À cette époque, Jung dit faire face à l'inconscient, et c'est à ce moment qu'il prend « conscience de [son] Soi/la totalité de [lui]-même, au travers de [son] travail », confrontation qui ne s'achève qu'en 1919. Pour la biographe Deirdre Bair, « tout se passa à travers des visions et des rêves qu'il était incapable de comprendre ». L'interprétation de certains rêves lui donne l'idée, pour ne pas perdre sa raison, de revivre ses expériences de petit garçon afin d'en retrouver les émotions. Jung dit en effet n'avoir aucune capacité, lors de cette période, de se comporter en adulte et de mener des activités de recherche. Il démissionne alors de son poste à l'université de Zurich et se tourne vers sa famille pour savoir s'il est encore normal et pour reprendre pied dans la réalité. Il commence alors à « écrire ses rêves » et à construire des petits villages avec des éléments naturels afin de donner forme à ses visions, activités ponctuées par la visite de patients qu'il a le plus grand mal à écouter. « J'étais sur la voie qui me menait vers mon mythe », explique-t-il plus tard. En secret, il rédige spontanément (en trois nuits), dans un événement extatique, Les Sept sermons aux morts, son écrit le plus mystique dans lequel il se perçoit sous les traits du gnostique Basilide, créateur de l'abraxas. Néanmoins, la dimension hermétique de ce livre et ses conditions de rédaction poussent Jung à ne pas en parler, craignant d'être accusé de se considérer comme un visionnaire.
Ses auto-observations sont d'abord compilées dans des Livres noirs, avant d'être reprises dans Le Livre rouge, qu'il garde à sa discrétion seule et qui n'est publié qu'en 2009. Sa façon de diriger la cure analytique s'en ressent ; il cherche alors chez ses patients les éléments de leurs « mythes personnels » et donne là les premiers signes d'une future théorie cohérente et distincte de celle de Freud et qu'il appelle à cette époque alternativement « psychologie analytique » ou « psychologie prospective ». Durant cette période de retour sur lui, Jung continue néanmoins de travailler à la rédaction de Types psychologiques (que de nombreux spécialistes considèrent comme sa plus importante contribution au mouvement psychanalytique). Puis il démissionne de son poste aux Jahrbuch, accordant ainsi du temps supplémentaire à sa recherche intérieure. Celle-ci passe par une méthode inventée par Jung, qui consiste à se laisser aller aux fantasmes et visions diurnes, ce qu'il nomme l'« imagination active » et qu'il désigne d'abord comme « fonction transcendante ». Ces dernières sont également consignées dans Le Livre rouge, qui marque aussi le début de son intérêt pour le gnosticisme. Il y narre notamment la confrontation avec trois personnages imaginaires représentant des complexes inconscients projetés : Salomé, une femme, et Elie puis Philémon,. Des recherches avec Toni Wolff naissent les concepts d'« anima », d'« animus » et de « persona » également.
En 1914, Jung donne une série de conférences au Bedford College de Londres, puis participe à un congrès médical à Aberdeen, en Écosse. Il doit ensuite rentrer rapidement en Suisse, à la suite de la déclaration de guerre. Il occupe alors un poste de capitaine dans l'armée, puis, de 1917 à 1918, il est commandant du camp de prisonniers de guerre anglais internés à Château-d'Œx. Il exerce ensuite à Mürren.

### Fondation de la psychologie analytique

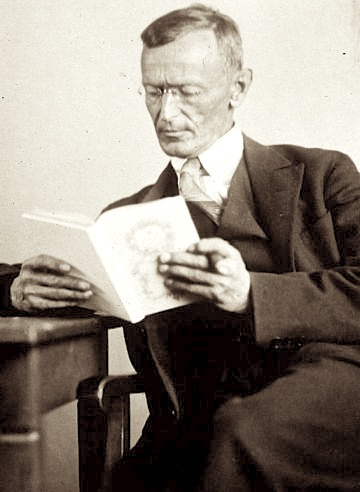
L'écrivain Hermann Hesse, patient de Jung.

Peu à peu, Jung constitue autour de lui et de sa femme Emma Jung un cercle de partisans, des couples la plupart du temps : les Maeder, les Riklin, les Sigg-Böddinghaus, Maria Moltzer et Oskar Pfister ainsi que des médecins du Burghölzli. Eugen Bleuler, réticent à l'égard de Freud, rejoint Jung et organise alors des réunions de psychologie[réf. souhaitée]. À cette époque, Jung reçoit plusieurs fois chez lui le physicien Albert Einstein alors à Zurich. Parallèlement, sa clientèle augmente considérablement et il en tire de formidables revenus. Nombre de ses clients fortunés sont alors américains. Il est ainsi l'analyste de David et Edith Eder qui deviennent ses premiers traducteurs en anglais et il fait la connaissance d'Edith Rockefeller qui le consulte pour une dépression nerveuse. Ses patients comptent nombre de célébrités de l'époque également : la directrice de l'école de danse Suzanne Perrottet, le maître de ballet de l'opéra de Berlin Max Pfister. À cette époque, Zurich devient le berceau de la psychologie analytique. Jung et ses partisans fondent donc le Club psychologique de Zurich qui réunit des personnes différentes, devenant, sous le succès des ralliements, l'Association de psychologie analytique et dont Jung est le premier président en 1916. Cette association a pour but avoué de promouvoir les théories de Jung et rassemble la plupart des analystes zurichois qui ont rompu avec Freud, parmi lesquels : Franz Riklin, Alphonse Maeder, Adolf Keller (en), Emma Jung, Toni Wolff, Hans Trüb (médecin et psychanalyste du Burghölzli qui devient le psychanalyste d'Emma Jung) et Herbert Oczeret. Jung réunit également chez lui des sommités du monde intellectuel comme le chimiste Eduard Fierz, ainsi que le mystique juif Siegmund Hurwitz.
Le Club de psychologie analytique organise dès 1916 des conférences ; la première est intitulée « L'individu et la société » et a pour but de présenter et de vulgariser les thèses de Jung. La question des types psychologiques entraîne cependant des dissidences au sein du club. Jung travaille alors lui-même avec le psychiatre bâlois Hans Schmid qui l'aide à définir les fonctions psychiques, mais leur collaboration cesse en 1915[réf. souhaitée], après une brouille théorique relative à l'individuation et surtout aux types supplémentaires ajoutés par Jung du « conscient » et de l'« inconscient ». Ce dernier reprend ensuite sa correspondance avec Sabina Spielrein devenue psychanalyste et restée fidèle à Freud, s'axant principalement sur le thème des types psychologiques. Il publie par la suite, en 1921, son ouvrage de synthèse en la matière, Types psychologiques, dans lequel il définit plusieurs concepts capitaux de sa théorie : les types introvertis et extravertis d'une part, les quatre fonctions psychiques de l'autre, le modèle aboutissant donc à huit types psychologiques possibles. Freud lit alors l'ouvrage et le déclare comme étant « le travail d'un snob et d'un mystique ». Pour Jung, cette approche pose les fondements de son cadre théorique, le poussant vers la philosophie, la théologie, l'art, la chiromancie, l'astrologie. Par ailleurs, il offre, selon lui, un « système de comparaison et d'orientation rendant possible (…) une psychologie critique ». À ce moment-là de sa vie, il est considéré comme le seul théoricien analytique capable de rivaliser avec Freud.
Jung a comme patient entre 1921 et 1922 l'écrivain Hermann Hesse qui vient le consulter pour dépression nerveuse. En effet, la mort de son père et la maladie de sa femme et de son fils le poussent à décompenser. Il consulte d'abord chez J. B. Lang, élève de Jung, en 1916, puis est pris en charge par le psychiatre suisse. Ils se brouillent en 1934 quant à la notion de sublimation, Hesse étant du même avis que Freud. Un autre écrivain s'adresse également à Jung à cette époque : l'Irlandais James Joyce, mais le psychiatre ne peut le recevoir et l'envoie donc vers un confrère. Dépité, Joyce retourne en Irlande sans avoir rencontré Jung, trop occupé. L'auteur se moque de la psychanalyse de Jung, en mémoire de cet événement, dans son roman Finnegans Wake.
Autour de Jung, trois femmes dont deux Américaines (Kristine Mann et Eleanor Bertine) et une Anglaise (Mary Esther Harding, qui fonde en 1922 le Club psychanalytique de Londres) deviennent les principales militantes de son œuvre aux États-Unis et en Angleterre. Par ailleurs, le docteur Helton Godwin Baynes traduit les œuvres de Jung en langue anglaise. Au Club de Zurich, certaines dissensions aboutissent à des départs. Oskar Pfister notamment dénonce le culte de la personnalité autour de Jung [réf. souhaitée]. Face à ces critiques, Jung, Emma et Toni Wolff quittent un temps le Club pour n'y revenir qu'en 1924 [réf. souhaitée]. Cette année, Jung, que l'on surnomme alors « le sage de Zurich », fait la connaissance de l'excentrique comte Hermann von Keyserling, fondateur de la Maison de la sagesse (« Schule der Weisheit ») à Darmstadt, où il est souvent invité.

### Voyages, maturité et renommée internationale

#### À la découverte des peuples indiens et africains

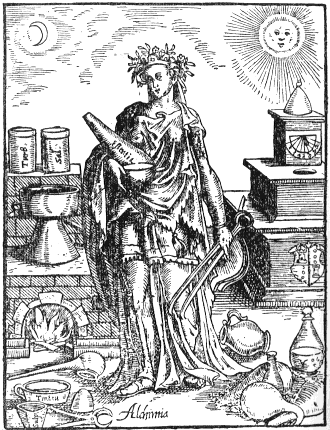
— C. G. Jung.

En 1925, Jung et quelques amis proches se rendent de nouveau aux États-Unis, pour un séjour de découverte du pays. Ils visitent ainsi Chicago, Santa Fe et Taos, le Grand Canyon, le nord-ouest de l'Arizona, le Nouveau-Mexique et le Texas, puis la Nouvelle-Orléans et Washington DC. Il en profite également pour rassembler des matériaux de recherche sur la pensée indienne d'Amérique. À ce titre, il rencontre, par l'intermédiaire de Jaime de Angulo, un psychologue et linguiste travaillant sur les cultures indigènes, l'Indien Antonio Mirabal, surnommé « Lac des Montagnes », chef de la tribu Hopi. Jung a avec ce dernier de nombreuses discussions concernant le système religieux des Hopis, fondé sur la prédominance du soleil.
À la fin de l'année 1925, en juillet, Jung, aidé de deux amis (George Beckwith et Harold McCormick), monte une expédition financée en partie par le magnat des machines agricoles McCormick, baptisée « expédition psychologique de Bugishu », en Afrique. L'objectif pour Jung est de lui fournir un « point de repère » hors de sa propre civilisation. Il déclare ainsi vouloir recueillir les témoignages de deux tribus vivant sur le mont Elgon : les Karamojongs et les Sabéens. Grâce à son interprète, un indigène qui parle swahili, du nom d'Ephraïm, Jung peut approcher au plus près des tribus et de leurs modes de vie. L'expédition part de Nairobi et se rend jusqu'en Ouganda puis Jung décide de remonter jusqu'en Égypte en suivant les sources du Nil, passage dangereux et alors peu pratiqué. Ils manquent de mourir lors de cette traversée du Soudan mais parviennent finalement à récupérer un bateau les conduisant au Caire. Cette ville le séduit beaucoup, bien qu'il admette plus tard qu'il « ne [put] jamais être en contact réel avec l'islam ». L'année 1925 marque un besoin de voyager, nécessité qui s'atténue dans le reste de la vie de Jung, qui se consacre désormais pleinement à découvrir « ce qui se passe quand on éteint la conscience ». En effet, Jung a amassé une somme suffisante de matériaux ethnologiques permettant d'étudier les manifestations de l'inconscient collectif.
À partir de 1926 et de son retour d'Afrique, les interventions publiques de Jung prennent une forme plus structurée, par la mise en place d'une série de conférences hebdomadaires, sur quatorze années (ayant lieu le mercredi matin, en anglais). La première se déroule du 26 mars au 6 juillet 1925 et est intitulée « Psychologie analytique ». Jung y donne une histoire de sa pensée, revenant aussi sur ce qu'il nomme « les années Freud ». L'Association de psychologie analytique obtient d'Edith Rockefeller McCormick (en), riche adhérente, une somptueuse demeure qui abrite aujourd'hui l'Institut C. G. Jung de Zurich. Dès lors, Jung s'entoure d'hommes et de femmes qui le suivent jusqu'à la fin de sa vie. Aniéla Jaffé est d'abord secrétaire de l'Institut à partir de 1947 avant de devenir sa secrétaire personnelle à partir de 1955 et jusque dans ses dernières années. Barbara Hannah, Américaine, est sa continuatrice aux États-Unis alors que James Kirsch, Carl Alfred Meier, seul analyste qualifié par Jung de « disciple et de dauphin », et Jolande Jacobi (qui, subjuguée par Jung, passe son doctorat de psychologie dans le seul espoir de l'aider dans son travail) le représentent en Europe.
En 1931, le physicien Wolfgang Pauli consulte Jung pour des rêves étranges et une tendance à l'alcoolisme. Découvrant la richesse de ses matériaux archétypiques, Jung décide alors de l'orienter vers une autre analyste, Erna Rosenbaum, afin de ne pas interférer avec sa vision brute de ces éléments. Jung sélectionne par la suite quarante-cinq rêves, qui prennent place dans son essai Les Symboles oniriques du processus d'individuation. S'ensuivent également une amitié indéfectible et « une extraordinaire conjonction intellectuelle, non seulement entre un physicien et un psychologue, mais entre la physique et la psychologie ». En 1932, Jung reçoit de la ville de Zurich un prix de littérature qui le consacre par la même occasion « personnalité suisse incontournable ».
Enfin, la véritable rencontre de cette époque est pour Jung celle de Marie-Louise von Franz, en juillet 1933, alors que la jeune fille n'a que dix-huit ans. Très douée dans des matières comme les mathématiques, la médecine et les lettres classiques, Von Franz est déterminée à devenir l'associée principale de Jung. Celui-ci l'oriente donc vers une discipline où il manque de temps et de compétence pour avancer dans ses recherches : la traduction et la philologie. Jung a en effet besoin de quelqu'un pour traduire des textes alchimiques anciens écrits en latin, en grec ou en ancien français, domaines dans lesquels la jeune Von Franz excelle. Sa découverte de l'alchimie date alors d'une dizaine d'années, depuis sa rencontre avec le sinologue et ami Richard Wilhelm, traducteur en allemand du Yi King chinois, chez le comte Hermann von Keyserling, avec lequel il entretient une profonde amitié jusqu'à la mort de Wilhelm en 1930.

#### Approfondissements
Revenant souvent sur ses premiers écrits scientifiques, Jung entreprend dès 1930 de se consacrer à l'étude des archétypes et de l'inconscient collectif. Il met au point également une méthode d'analyse propre, consistant à reporter les patients en cure sur des confrères et consœurs proches, tout en suivant l'évolution de l'analyse régulièrement. Cette méthode aboutit plus tard à la notion d'« analyse didactique », qui se montre dès le début couronnée de succès. Jung développe aussi la pratique de la double thérapie : les patients sont en analyse avec Jung mais aussi avec l'un de ses associés, du sexe opposé au leur, en raison des biais provoqués par l'anima chez l'homme ou par l'animus chez la femme (lors d'échanges entre personnes du même sexe, des interférences se produisent par une opposition entre "anima" respective chez les hommes et "animus" chez les femmes ; alors que face au sexe opposé, une complémentarité s'opère). Ses cures analytiques sont des réussites, l'une de ses proches, Aniéla Jaffé, expliquant que Jung a le don « de mettre le doigt sur la vérité de chaque analysant ». Ces analyses sont fondées sur une relation directe avec le patient, sur l'explication psychologique de leurs troubles sans euphémisme, sur la « dépression créatrice » et l'examen approfondi de leur émotion enfin.
De 1930 à 1934, Jung analyse notamment Christiana Morgan qui met en dessin ses rêves. Le psychiatre suisse utilise ainsi ses esquisses pour illustrer sa théorie des images archétypiques. Mais le contexte politique en Europe évolue (montée des fascismes) et Jung décide de consacrer désormais ses conférences au Ainsi parlait Zarathoustra de Friedrich Nietzsche grâce auxquelles il publie l'étude La Structure de l'inconscient. De plus en plus, Jung s'intéresse au parapsychologique, et moins aux cas de ses patients ; selon l'analyste américain Joseph Henderson, en 1934, « les séminaires de Jung ne contenaient plus de matériaux liés à des cas individuels ». Dès lors, Jung voit dans l'alchimie un terreau pertinent permettant de comparer les archétypes, et illustrant le concept d'individuation. Cette passion entraîne le départ de Toni Wolff qui ne voit dans l'alchimie que de la superstition, alors que Marie-Louise Von Franz reste à ses côtés.
De 1933 à 1937, Jung est à la tête de la Société de psychanalyse allemande. Son premier éditorial déclare : « the society expects all members who work as writers or speakers to work through Adolf Hitler's Mein Kampf with all scientific efforts and accept it as a basis », dans le respect des directives imposées par le régime nazi,. Jung reçoit de célèbres patients, parmi lesquels : Hugh Walpole, Herbert George Wells, Arnold Toynbee et Scott Fitzgerald. En 1932, le journal Neue Zürcher Zeitung demande à Jung un article sur Pablo Picasso à l'occasion d'une exposition à la Kunsthaus. Jung accepte mais rédige un article dénué de compréhension pour l'art moderne, ce qui lui vaut de nombreuses critiques. La même année, l'analyse qu'il fait d'Ulysse de James Joyce est également un fiasco. Jung découvre réellement Joyce alors que celui-ci revient le consulter, cette fois pour sa fille Lucia, atteinte de graves troubles de la personnalité. Cependant leur relation est assez houleuse, Jung suspectant Lucia d'être la femme inspiratrice de Joyce, qui n'apprécie pas la remarque. En dépit de cet épisode, la renommée de Jung s'étend, et, en Suisse, il est bientôt vu comme le psychologue le plus doué de sa génération. Ainsi, en 1935, le Club psychologique devient une association professionnelle, la Schweizerische Gesellschaft für praktische Psychologie, groupant médecins et psychologues autour de Jung.

#### Nouveaux voyages et orientalisme

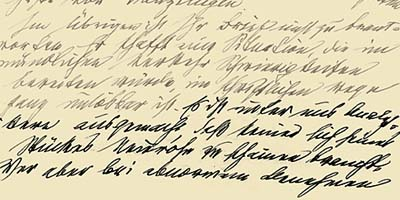
Manuscrit de la lettre de rupture que Freud envoya à Jung en 1913. Les années suivantes, Freud se brouille avec d'autres analystes de renom parmi lesquels Otto Rank, Wilhelm Stekel, Victor Tausk, Sándor Ferenczi, ou encore Wilhelm Reich.

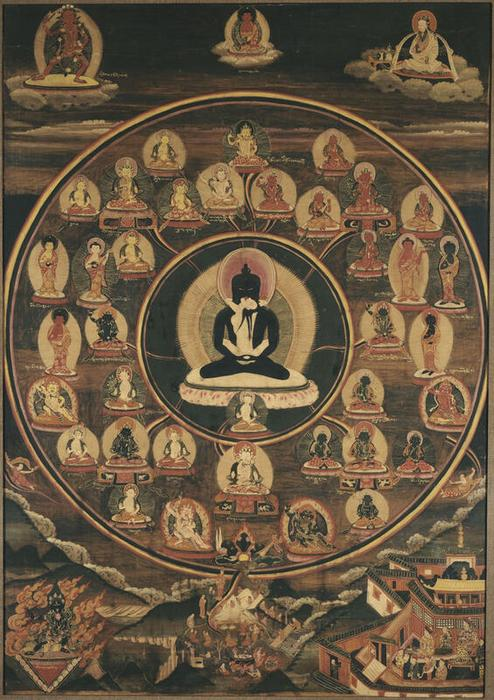
Vision des divinités sereines selon le Bardo Thödol commenté par Jung en 1935.

En 1933, Jung est de nouveau en voyage. Il visite la Palestine, qui lui fait une très forte impression [réf. souhaitée], avec un ami, le chimiste Hans Eduard Fierz-David, précieux atout pour le psychiatre car il travaille à l'époque sur une histoire de la chimie, allant de l'alchimie à la science moderne. La même année, il assiste pour la première fois aux « journées d'Eranos », organisées par Olga Fröbe-Kapteynn, près d'Ascona, en Suisse italienne. Olga Fröbe-Kapteynn veut faire de ces journées un lieu de rencontres entre les spiritualités et les pensées de l'Est et celles de l'Ouest. Ces rencontres sont en effet destinées à être un lieu d'échanges entre psychologues, médecins, mythologues, théologiens et scientifiques de tous bords. Si l'idée vient de la riche héritière de la Compagnie des freins Westinghouse, en 1930, lors de leur rencontre chez le comte Hermann von Keyserling, Jung en fait très vite un haut lieu de la psychologie analytique.
En 1935, le corps médical britannique invite Jung pour une série de conférences organisées à l'Institut de psychologie médicale de la clinique Tavistock de Londres. Jung y présente sa théorie et la notion d'inconscient collectif. Samuel Beckett et son analyste, Wilfred Bion, sont dans l'assemblée. Jung évoque également l'importance de la religiosité du patient dans le cadre de la cure, avançant même que le système de la confession est une psychanalyse avant l'heure. Il conclut quant au danger de la « bête blonde », l'Allemagne nazie. Ce danger témoigne, selon lui, du risque qui se présente lorsque « l'image archétypique que l'époque ou le moment produit prend alors vie et s'empare de tout le monde », sorte de psychose collective qu'il avait annoncée dans ses écrits dès 1918, et qu'il développe l'année suivante, dans son essai Wotan, dans lequel il annonce « le réveil de l'inconscient allemand ». En 1935, il publie un « Commentaire psychologique du Bardo Thödol », un ouvrage important du bouddhisme tibétain traduit et publié en Occident en 1927, inaugurant un dialogue entre bouddhisme et psychologie qui allait se développer.
En 1936, Jung est invité pour une autre intervention lors de la Conférence sur les arts et les sciences, à Harvard, où il reçoit également la distinction de docteur honoris causa. Néanmoins, sa présence est perçue de manière mitigée ; en effet, un précédent article de Jung intitulé « Différences indéniables dans la psychologie des nations et des races »[réf. souhaitée] est accusé de sympathies nazies. Un autre article, à son retour des États-Unis, lors d'un entretien pour le quotidien anglais The Observer, sur « La psychologie de la dictature », met le feu aux poudres. Jung y dit en effet voir dans le président Franklin Roosevelt un dirigeant semblable aux dictateurs Hitler et Mussolini. Une autre phrase envenime la situation : Jung assimile Hitler à un « médium » et affirme que « la politique allemande ne se fait pas, elle se révèle à travers Hitler. Il est le porte-parole des dieux comme jadis ». Cet épisode aggrave l'image publique de Jung, considéré comme pro-nazi, opinion encore renforcée par une rumeur qui veut que Jung se soit rendu en Allemagne en 1936, invité par Joseph Goebbels, chef de la propagande nazie, qui aurait voulu son opinion sur l'état mental des dignitaires du parti national-socialiste. C'est avant tout un proche de Jung, Wylie, qui narre cet événement, dont aucun document n'atteste cependant la véracité. Lors d'une série de conférences à New Haven (près de Yale), en octobre 1936, à l'Église unifiée de Bridegport, intitulée « La religion vue à la lumière de la science et de la philosophie », Jung évoque pour la première fois ses recherches sur l'alchimie. Il gagne à sa cause deux nouvelles personnalités : l'analyste James Whitney junior et l'écrivain Robert Grinnell.

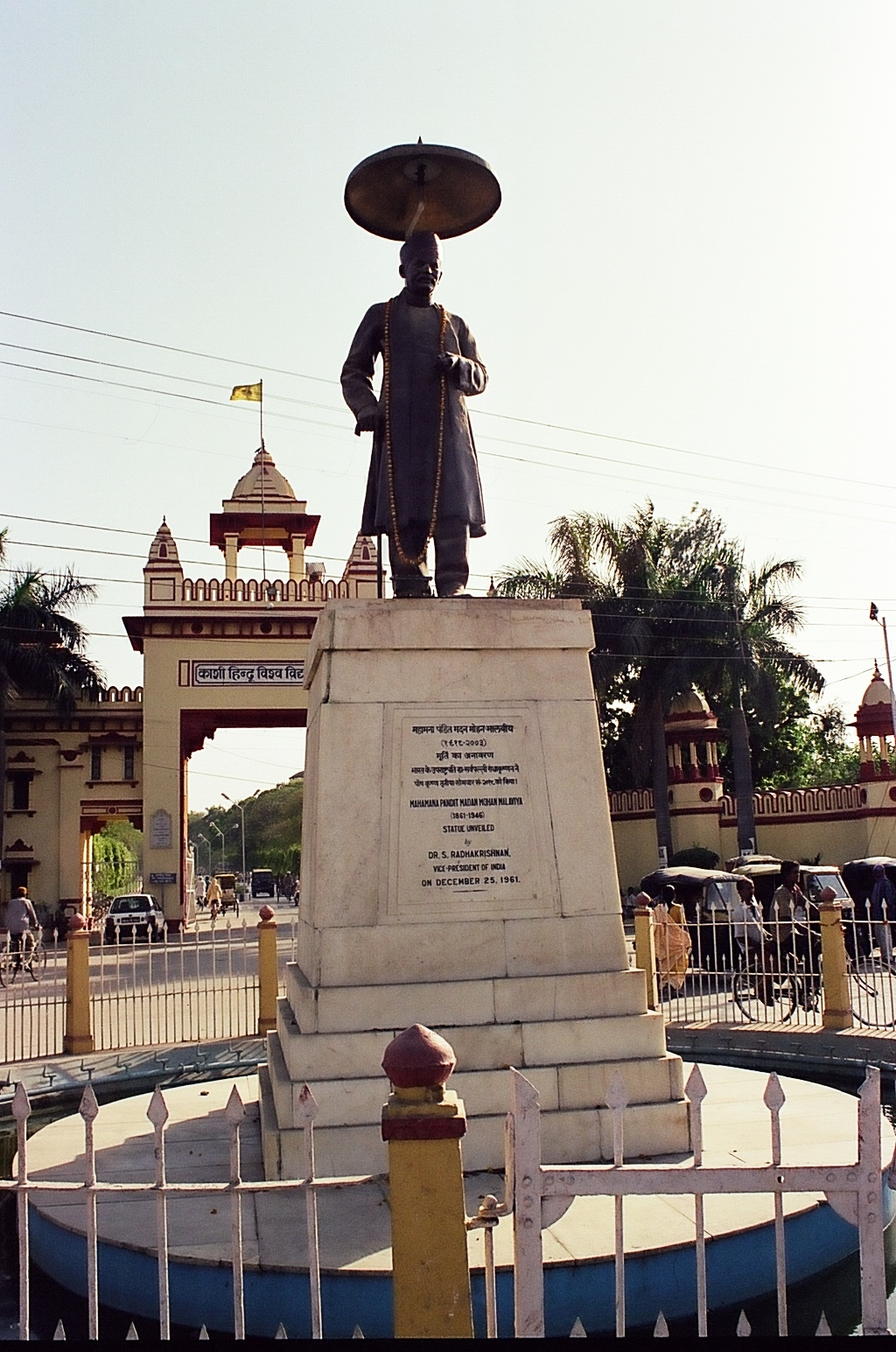
L'université hindoue de Bénarès.

À son retour, en 1937, Jung part de nouveau pour un séjour en Inde, avec Fowler McCormick. Ils visitent Calcutta, Delhi, Bénarès (où Jung reçoit un titre honorifique), Madras, Ceylan entre autres villes. Ce voyage est pour lui « un moment décisif de [sa] vie (…) ; ce dont [il a] fait l'expérience là-bas a mis fin au problème chrétien tel [qu'il se le posait] ». En effet, en découvrant la spiritualité indienne, il découvre également un système donnant autant de place au Bien qu'au Mal, deux concepts très liés, sans connotation morale en Inde. Jung rencontre, par ailleurs, des auteurs de traités sur le yoga et sur le culte de Kâlî à Calcutta, qu'il synthétise dans son ouvrage Psychologie et orientalisme. Jung est ensuite touché par une violente dysenterie amibienne qui le cloue au lit. Il est alors assailli par des rêves pénétrants qui tous renvoient à l'image du Saint Graal. L'un de ces rêves le marque profondément comme étant l'« un des plus impressionnants qu'il ait jamais faits ». Ces visions le mettent sur le chemin du développement du concept d'« individuation ». Jung fait en effet connaissance avec l'image du Soi à travers la notion de « ātman » (âme) ; il comprend dès lors le sens de ce rêve qui lui imprime l'ordre, selon lui, d'« [aller] au-delà du monde chrétien ».

### La controverse lors de la Seconde Guerre mondiale

#### L'Association générale médicale de psychothérapie
Depuis les années 1926 et 1927, Jung est affilié à un groupe d'analystes berlinois, dirigé par Robert Sommer et Wladimir Eliasberg, nommé Association générale médicale de psychothérapie (Allgemeine Ärztliche Gesellschaft für Psychotherapie), et qui a pour but de fédérer les perspectives freudienne, jungienne et adlérienne. Il est nommé en 1930 vice-président. Parmi les membres siège Matthias Heinrich Göring, cousin du leader nazi Hermann Göring, futur Reichsmarschall du parti nazi allemand. La particularité de la psychologie analytique de Jung est que, contrairement à la psychanalyse de Freud, elle est bien perçue par les nazis. Cette société est ensuite, en 1933, présidée par Jung et récupérée par le mouvement völkisch, prônant la supériorité de la culture germanique, notamment par le moyen de la Deutsche Glaubensbewegung (le « Mouvement de la foi allemande ») fondée par Jakob Wilhelm Hauer qui fréquente très tôt les conférences et le cercle jungien des années 1930. Il utilise notamment le concept d'inconscient collectif dans un sens plus politique que scientifique, principalement pour suggérer l'existence d'un inconscient racial justifiant le lebensraum des nazis. Matthias Göring tente alors d'utiliser la renommée de Jung, mais selon la biographe Deirdre Bair, « il n'existe cependant aucun document prouvant son éventuelle adhésion »[réf. nécessaire] à ce mouvement, dont il a rencontré le chef de file chez le comte Hermann von Keyserling. D'ailleurs, en 1934, Jakob Wilhelm Hauer est exclu des rencontres d'Eranos et Jung cesse toute relation avec lui.
Pourtant, la polémique sur sa collaboration avec le régime nazi est lancée. C'est sur un essai de 1918, De l'inconscient (Über das Unbewusste), que s'appuient les premières critiques. Jung y soutient une différence d'inconscient entre les Aryens et les Juifs notamment qui procure de fait un fondement scientifique à l'idéologie allemande. Néanmoins, ses propos sont décontextualisés. Pour Jung en effet, les Juifs n'ont pas à voir avec la question de l'identité nationale, n'ayant pas de patrie ; de plus « ils sont civilisés à un plus haut degré, mais ils ont un rapport moins aisé à ce quelque chose en l'homme qui touche à la terre, qui puise en elle des forces nouvelles, à ce côté terrien que l'homme germanique recèle en lui-même dans une dangereuse concentration ». En 1933, le président de l'époque de la Société médicale allemande générale de psychothérapie, Ernst Kretschmer, doit démissionner parce qu'il est juif et qu'il refuse d'aider les nazis à subvertir la psychothérapie. Il devient rédacteur en chef de l'organe de cette association, la Zentralblatt für Psychotherapie und ihre Grenzgebiete, édité par Hirzel à Leipzig. En 1933 et 1934, vingt-quatre des trente-six membres juifs de la Société se sont déjà exilés. Peu à peu, en Allemagne, la psychanalyse freudienne, stigmatisée comme une « science juive », disparaît.
Le 21 juin 1933, Jung devient le nouveau président de la Société médicale générale de psychothérapie, six mois après l'arrivée d'Hitler au pouvoir. À ce moment, et en dépit de l'accord unilatéral de Jung, le psychiatre suisse est considéré en Allemagne nazie comme « le chercheur germanique le plus important de la psychologie des profondeurs dans le monde aryen anglo-saxon ». Ainsi, dans une lettre du 1er décembre 1934 jointe au Zentralblatt für Psychotherapie und ihre Grenzgebiete, Jung invite les médecins à adhérer à titre personnel à la Société générale de psychothérapie. La même année, la polémique sur Jung comme sympathisant nazi commence à la suite des propos de Jung tenus dans un éditorial : « les différences qui existent, et d’ailleurs sont reconnues depuis fort longtemps par des gens clairvoyants entre la psychologie germanique et la psychologie juive ne doivent plus être effacées, la science ne peut y gagner ». Cela entraîne une réponse par le psychanalyste allemand réfugié en Suisse Gustav Bally dans la Neue Zürcher Zeitung qui l'accuse de collusion avec le régime allemand, et lui demande de préciser sa position vis-à-vis de ce qu'il nomme la « psychologie et psychothérapie de souche allemande ». Jung répond que l'alignement est obligatoire, compte tenu du régime politique allemand. Dans l'éditorial de 1935, puis dans l'avant-propos de l'éditeur, Jung explique que la psychologie médicale allemande doit demeurer exempte de tout dogmatisme. Selon le psychanalyste Olivier Douville en cette même année, « Jung va encore plus loin et troque sa perception différencialiste contre une perception inégalitariste et clairement antisémite, affirmant la supériorité de l’inconscient aryen sur l’inconscient juif, dans un article paru dans le Zentralblatt, « sur la situation actuelle de la psychothérapie » ». Par ailleurs, à la décharge de Jung, Walter Cimbal, psychothérapeute proche du pouvoir allemand, voit d'immenses difficultés dans le ralliement de Jung au nazisme. Pendant cette période, les conférences et articles de Jung sont cependant vite récupérés par le pouvoir nazi, l'opposant toujours à la « science juive » de Freud. En réalité, beaucoup de propos de Jung sont ambivalents, c'est-à-dire qu'il tente de satisfaire le régime tout en ne se désignant pas comme un nazi,. Il se voit donc contraint, lors de plusieurs allocutions et surtout au cours de son « Intervention devant le Groupe suisse de la Société médicale générale et internationale de psychothérapie » de 1936, de préciser sa position. Il y explique que la psychothérapie ne peut être inféodée à une politique nationaliste.

#### L'Institut Göring
« Pour quiconque a lu n'importe lequel de mes livres, il doit être évident que je n'ai jamais été sympathisant nazi, ni antisémite et aucune liste de citations fausses, de traductions erronées ou de déformations de ce que j'ai écrit ne saurait altérer le récit de mon point de vue authentique. »

— C. G. Jung.

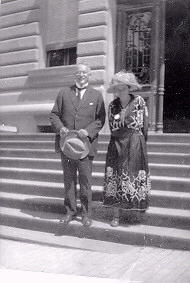
Beatrice Ensor et Jung en 1923.

En 1936, en effet, et une fois le pouvoir nazi en place, la Société médicale générale de psychothérapie devient l'Institut Göring, fer de lance de la Neue Deutsch Seelenheilkunde, la nouvelle science psychothérapeutique officielle du régime. Dès lors, Jung refuse d'y adhérer mais Matthias Göring tente de le convaincre et y parvient, faisant croire au reste de la communauté qu'il approuve son rôle. En 1936, Jung donne donc sa démission mais, peu après, une manœuvre de Göring le fait revenir à la tête de la Société. Afin de se justifier, Jung décide de publier la même année ce qui demeure son essai le plus controversé : Wotan. Le dieu païen de la mythologie allemande Wotan représente selon lui Adolf Hitler, guide nationaliste qui déverse son agressivité sur le monde. Pourtant, selon la psychanalyste Élisabeth Roudinesco (biographe de Jacques Lacan et de Sigmund Freud), Jung aurait été proche du nazisme durant cette période, puis aurait cherché ensuite à le taire, ce qui est contesté absolument par Deirdre Bair, dans sa biographie faisant autorité sur Jung. D'ailleurs, à cette époque, Jung aurait acheminé de l'argent pour que Freud puisse se réfugier à Londres, via l'entremise de Franz Riklin. Jung, apprenant que Freud est en sécurité, lui aurait envoyé un télégramme de sympathie. En 1939, Jung est reconduit dans sa fonction à l'Institut Göring. En effet, bien que président de la Société médicale générale de psychothérapie, il est aussi « passeur de juifs » en exil vers la Suisse. Dès la nuit de Cristal, le 9 novembre 1938, Jung use de son influence sur les services suisses de l'immigration, subvenant aux besoins financiers, pour faire sortir d'Allemagne des intellectuels juifs. C'est ainsi qu'il permet l'exil du Français Roland Cahen qui le traduit par la suite en français et de son amie Jolande Jacobi.
Plus tard poussé à se justifier, Jung argue que l'acceptation du poste de vice-président de la Société médicale générale de psychothérapie est une tentative de sa part de sauver la psychanalyse allemande, « vouée à une totale disparition ». Jung se défend ainsi dans son Journal : « Je me suis trouvé confronté à un conflit moral. Devais-je, prudent et neutre, me retirer en sécurité de ce côté-ci de la frontière, vivre en toute innocence sans m'impliquer, ou devais-je — comme j'en étais bien conscient — risquer d'être attaqué, risquer l'inévitable incompréhension à laquelle n'échappe pas celui qui, pour des raisons d'ordre supérieur, est entré en relation avec le pouvoir politique en Allemagne aujourd'hui ? »
N'arrivant pas à proposer sa démission à cause des manœuvres administratives de Göring, Jung profite d'un entretien pour la revue américaine Heart's International Cosmopolitan de Yale pour élaborer un « Diagnostic des dictateurs ». Il y présente Hitler comme un psychopathe patent. Furieux, Matthias Göring finit donc par accepter la démission de Jung le 12 juillet 1940. Dès lors, il est inscrit sur la « Schwarze Liste », la liste noire des auteurs dont les ouvrages étaient bannis d'Allemagne, puis sur la « liste Otto » pour la France occupée. Confiné dans son pays, la Suisse, Jung est mobilisé à la frontière avec l'Allemagne, par crainte d'une invasion nazie. Beaucoup de ses amis américains proposent de l'inviter aux États-Unis ou à Londres, mais Jung répond vouloir demeurer en Suisse : « Nous sommes enracinés dans notre terre suisse », explique-t-il. Colonel dans l'armée suisse, après l'appel du général Guisan pour défendre la nation helvétique, Jung devient médecin militaire à la frontière avec l'Allemagne.

#### Jung agent secret et après-guerre
Durant la Seconde Guerre mondiale, Jung est recruté sous le nom d'« agent 488 » par les services secrets alliés. Selon Deirdre Bair, il avait été approché dans ce but en novembre 1942 par un diplomate en poste au Foreign Office, Ashton-Gwatkin, qui avait été très impressionné par l'analyse de son essai Wotan sur la psychologie des nazis. Jung communique avec le Foreign Office via un ami, Helton Godwin Baynes (surnommé « l'apprenti de Jung »), qui écrit un livre fondé sur l'essai du psychiatre suisse : Germany Possessed, publié en 1941. Baynes contribue par la suite à la diffusion de la psychologie analytique au Royaume-Uni. Cependant, le Foreign Office possède un dossier sur Jung, signalé comme scientifique nazi, et intitulé : « Carl Jung, objet : activités subversives ».
L'opinion de Jung sur les moyens à mettre en œuvre pour abattre Hitler est jugée digne d'intérêt par les Alliés car il préconise de diriger l'attention du dictateur vers l'URSS. Un autre agent, affilié aux Allemands complotant contre Hitler et dirigé par le général Walter Schellenberg, le psychiatre Wilhelm Bitter, est désigné pour entrer régulièrement en contact avec Jung, en Suisse, mais, à la découverte de la conjuration de Schellenberg, le réseau est démantelé. Des psychiatres jungiens américains comme Gerald Meyer et Mary Bancroft sont également employés par les services secrets pour établir le profil psychologique des dirigeants nazis. L'agent Dulles de l'Office of Strategic Services (« OSS ») rencontre Jung en 1943, célébrant le « mariage encore expérimental de l'espionnage et de la psychanalyse ». Selon leur diagnostic, Hitler devrait finir par se suicider. Son activité aux côtés des Alliés montre une autre facette de la personnalité de Jung, celle d'un antinazi, facette qui est mise en avant par Dulles lorsque, prenant sa défense, il explique : « Le jugement qu'il portait sur eux [les chefs nazis] et sur leurs possibles réactions aux événements m'a réellement aidé à jauger la situation politique. Sa profonde antipathie pour ce que représentaient le nazisme et le fascisme est apparue clairement au cours de ces conversations. » Toutefois, la nature ultra-confidentielle des activités de Jung comme agent secret n'a pas permis de verser ces éléments comme pièces à sa décharge dans le dossier de la polémique sur sa compromission avec le nazisme.
Par ailleurs, en 1945, le général Eisenhower, commandant suprême des forces alliées en Europe, étudie le point de vue de Jung sur la meilleure façon d'aider les civils allemands à accepter la défaite, afin de rétablir au plus vite l'économie de l'Allemagne, exsangue. En 1940, Mary Mellon fait paraître au Royaume-Uni les premières Annales des Journées d'Eranos, un recueil d'essais disparates intitulé The Integration of personnality. L'année suivante, Jung se rend aux journées d'Eranos qui commémorent les quatre cents ans de la mort de Paracelse, qu'il considère comme un psychiatre avant l'heure, car confronté aux contradictions nées des mentalités de l'époque. Entre 1941 et 1954, Jung approfondit ses travaux sur l'alchimie et rédige son ouvrage majeur, point culminant de sa pensée : Mysterium conjunctionis (en deux tomes).
En 1942, les psychanalystes jungiens suisses créent la Fondation Bollingen, du nom de la Tour de Bollingen, une résidence construite par Jung non loin de sa maison de Küsnacht et dans laquelle il travaille seul. En 1944, l'université de Bâle crée pour lui une chaire de médecine psychologique dans laquelle il n'enseigne que deux ans. La même année, en effet, Jung est victime d'une embolie pulmonaire qui l'affaiblit peu à peu. Plongé dans le coma, il fait l'expérience d'intenses événements mentaux fantasmatiques et oniriques. Une fois rétabli, il a la conviction qu'il lui faut désormais exploiter les notes collectées dans son Livre rouge, en relation avec ce qu'il appelle dès lors « les visions de 1944 ». Ellenberger a qualifié cette expérience de « maladie créatrice », la rapprochant de la neurasthénie et de l'hystérie.
Une lettre de Jolande Jacobi (datée du 1er octobre 1945) eut « un impact considérable » sur Jung, selon Deidre Bair, au moment où certains, aux États-Unis d'Amérique, lui cherchaient à nouveau querelle à propos de ses supposées sympathies nazies : « Moi-même, je ne comprends pas tout à fait (…) pourquoi vous n'avez pas réagi avec violence contre le nazisme, quand le monde ignorait encore quelles entreprises diaboliques étaient à l'œuvre. Je vous comprends parce que je vous connais et parce que je sais ce que c’est que d'être profondément touché par l'ambiguïté de tout ce qui est d’ordre archétypique. Je comprends aussi les subtilités et les idées fondamentales qui sous-tendent vos déclarations sur le problème racial, mais le public ne les comprend pas et ne peut pas les comprendre. Non seulement parce qu'elles relèvent trop de la psychologie, mais aussi parce qu'aborder ces problèmes aujourd'hui produit le même effet qu’agiter un chiffon rouge devant un taureau, et peu importe la manière dont on s'y prend. »

### Dernières années

#### Justifications
Après la guerre, Jung reçoit son septième titre honorifique de l'Université de Genève, remis par le psychologue Jean Piaget. Il publie ensuite un nouvel essai, Après la catastrophe (Nach der Katastrosphe), publié en 1945 dans la Neue Schweizer Rundschau, dans lequel il s'interroge sur « le drame du génie allemand » et dans « le travail moral de reconstruction » d'après-guerre qui reste à accomplir par le peuple allemand. Cette même année, les accusations contre Jung commencent avec, notamment, un article de S. Feldman dans l’American Journal of Psychiatry intitulé « Dr. C. G. Jung and National Socialism », s'appuyant sur des citations hors contexte de Jung comme la phrase la plus polémique qui ait été retenue : « l'inconscient aryen a un potentiel plus important que celui des juifs » ou sur des références à la responsabilité de Jung dans la Seconde Guerre mondiale. En réponse, Jung et ses proches décident de publier un recueil des textes de la période incriminée pour replacer chaque citation dans son contexte. Un ouvrage rassemblant Wotan, La psychothérapie aujourd'hui et Après la catastrophe est constitué sous le nom d'Essais sur les événements contemporains (Aufsätze zur Zeitgeschichte), contre l'avis de Jolande Jacobi qui y voit un prétexte donné aux détracteurs, en plus d'être une tentative d'auto-justification vouée à la polémique à son tour.
En 1946, Ernest Harms fait son apologie dans un essai intitulé C. G. Jung, le défenseur de Freud et des Juifs, contre les accusations d'Albert Parelhoff qui, dans son article « Dr. Carl G. Jung, Nazi Collaborationist », critique l'attitude de Jung pendant la guerre. Puis Philip Wylie publie An Essay on Morals (Un essai sur les mœurs) où il défend Jung. Ce dernier déclare en effet avoir été entièrement « compris » par Wylie. Cependant, un autre scandale alimente la polémique. La Fondation Bollingen décerne en 1949 le prix Bollingen à Ezra Pound, écrivain fasciné par Mussolini, pour ses Cantos pisans. La visite de Winston Churchill en Suisse en 1946, qui rencontre Jung lors d'un banquet, n'atténue en rien la controverse. La même année, le psychiatre apprend par l'intermédiaire de Jolande Jacobi que le FBI l'espionne depuis 1940 et a constitué un dossier sur sa personne.

#### Derniers ouvrages
En 1947, Jung, après deux infarctus, décide de faire la synthèse de toutes ses recherches sur l'inconscient. Il a en effet déjà publié en 1946 Psychologie du transfert qui est à l'origine une partie distincte du Mysterium Conjunctionis. En 1947 est publié un ouvrage monumental par la somme de matériel qu'il recueille : Psychologie et Alchimie. En 1951, l'essai Aïon, études sur la phénoménologie du Soi étudie le processus d'individuation et la figure christique.
En 1952, Jung s'intéresse à la religion d'un point de vue psychologique. Il publie le célèbre et très controversé Réponse à Job, écrit à partir des éléments des journées d'Eranos intitulées « Une approche psychologique du dogme de la Trinité ». Il y explore le concept du Mal, considéré comme une simple « privatio boni » (« une absence de Bien », une carence sans réalité intrinsèque). Dès lors, Jung diminue considérablement ses activités de thérapeute, se consacrant à ses recherches avec Marie-Louise von Franz sur les « grands rêves » et les archétypes. Il se lie d'amitié avec le père dominicain Victor White (en), spécialiste de Saint Thomas d'Aquin. White est attiré par la théorie jungienne et veut créer un pont entre foi chrétienne et psychologie. Néanmoins, les deux hommes se quittent sur la polémique née à la suite de la publication de Réponse à Job.
En 1948, l'Institut C. G. Jung, établi à Zurich, ouvre ses portes et accueille une trentaine d'élèves. Jung y joue un rôle actif jusqu'en 1950. Lors de son discours inaugural le 24 avril 1948, il prévoit de fructueux rapprochements entre la physique et la psychologie. Travaillant en effet à cette époque avec le physicien Wolfgang Pauli sur un recueil intitulé L'interprétation de la nature et de la psyché, Jung y examine les phénomènes extra-sensoriels, étudiés notamment aux États-Unis à la même époque par Joseph Banks Rhine. À l'Institut, c'est aussi le début de ce que certains comme Richard Noll ont appelé le « culte de Jung », une fascination pour le créateur de la psychologie analytique. Hans Trüb, un de ses anciens amis, s'oppose à sa théorie du Soi. Critiquant Jung quant à l'identification qu'il faisait du Soi à Dieu, Trüb se rattache dès lors à la théorie mise au point par le Suisse Dumeng Bezzola, la « psychosynthèse », et qu'il présente dans Du Soi au Monde, paru en 1947.
Jung donne sa dernière conférence aux journées d'Eranos en 1951, évoquant son nouveau concept, celui de « synchronicité », esquissé dans son essai Aïon. Il souhaite dorénavant expérimenter la notion et réunit pour cela un groupe de proches en se fondant sur le tarot de Marseille et sur l'astrologie [réf. souhaitée]. Avec son ami le physicien Wolfgang Pauli, il donne deux conférences relatives au concept de synchronicité, intitulées « L'influence des représentations archétypiques sur la formation des théories scientifiques de Kepler », prononcées en 1948. Jung travaille également avec Károly Kerényi, spécialiste hongrois de la mythologie, à propos de l'archétype du Fripon divin. De leur collaboration naît Introduction à l'essence de la mythologie en 1951.

#### Retour sur soi et décès

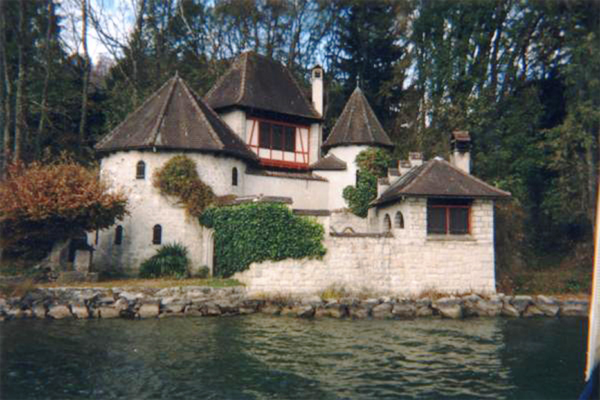
La tour de Bollingen, sur la rive septentrionale du lac de Zurich, construite par Jung dès 1922, et qui constitue son refuge pour écrire.

En 1953, Toni Wolff décède, ce qui cause un grand choc à Jung. Par ailleurs, sa femme, Emma Jung, atteinte d'un cancer, meurt en novembre 1955. Jung se passionne dès lors pour le phénomène des soucoupes volantes et publie Un mythe moderne qui connaît un fort retentissement. En 1956, il publie le second tome de son œuvre majeure, l'ouvrage Mysterium Conjunctionis.
La psychologie analytique s'organise : le 17 août 1957 est fondée la Société suisse de psychologie analytique, à Zurich. Elle voit apparaître les continuateurs de Jung : l'économiste et sociologue suisse Eugen Böhler, auteur du Futur comme problème de l’homme moderne en 1966, applique la théorie jungienne à l'économie ; en Angleterre, Anthony Storr et Anthony Stevens diffusent ses thèses. En France, Henry Corbin, Gilles Quispel et Elie Humbert défendent son œuvre face à la prédominance du freudisme. Jung compte même des partisans en URSS, à travers la théorie de la socionique.
Vers 1956, des amis et proches de Jung le sollicitent pour qu'il écrive son autobiographie. Plusieurs tentatives ont lieu, qui aboutissent finalement au livre Ma vie. Souvenirs, rêves et pensées rédigé par Aniéla Jaffé, sa secrétaire d'alors, et publié en 1961. C'est surtout Kurt Wolff, l'un des fondateurs de la Fondation Bollingen et son responsable éditorialiste, qui convainc Jung de réaliser une autobiographie en dépit de ses réticences. Jung opte dans un second temps pour une biographie sous forme d'entretiens spontanés intitulée Souvenirs improvisés. Les séances ont lieu chaque jour dans l'année 1957, mais le 10 janvier 1958, Aniéla Jaffé annonce à Kurt Wolff que Jung désire écrire lui-même sa biographie. Après avoir consulté ses proches, Jung décide de ne pas évoquer la période controversée de la guerre dans cette autobiographie.
En 1961, Jung parvient, malgré les maladies à répétition, à terminer un dernier ouvrage : Essai d'exploration de l'inconscient, publié dans le recueil L'Homme et ses symboles et né de l'interview accordée à John Freeman en 1959 pour la BBC. Jung confie à Marie-Louise Von Franz la poursuite de son travail (elle publie le troisième tome de Mysterium conjunctionis consacré au traité alchimique Aurora Consurgens et traitant du processus d'individuation). Selon le vœu de Jung, elle prend en charge la responsabilité de ses titres édités. Jung continue à travailler sur son autobiographie jusqu'à sa mort, luttant contre la dégénérescence et les troubles de mémoire. Il lit également les écrits de Pierre Teilhard de Chardin. Il fait, au crépuscule de sa vie, deux rêves interprétés par ses proches analystes comme dévoilant que l'« homme de Bollingen » est parvenu à l'unité et à la totalité.
En mai, Jung est victime d'une attaque cérébrale qui le prive de la parole. Il la recouvre quelques heures avant sa mort, assez pour parler à son fils, puis il meurt paisiblement le 6 juin 1961 à l'âge de 85 ans dans sa maison de Küsnacht, au bord du lac de Zurich,. Sa famille fait confectionner deux moulages de son visage mortuaire. Les obsèques ont lieu dans le temple protestant de Küsnacht et ses cendres reposent dans le caveau familial du cimetière. À la nouvelle de sa mort, les hommages internationaux se multiplient parmi lesquels celui de Jawaharlal Nehru. Lors de la cérémonie commémorative, l'analyste jungien Edward F. Edinger, qui est le dernier à intervenir, conclut son discours par un appel solennel : « Jung n'est plus, mais les retombées de son génie ne font que commencer. »

## Distinctions
Doctorats honorifiques :
- Clark University 1909
- Fordham University 1912
- Université Harvard 1936
- Université d'Allahabad 1937
- Université hindoue de Bénarès 1937
- Université de Calcutta 1938
- Université d'Oxford 1938
- Université de Genève 1945
- École polytechnique fédérale de Zurich 1955 son 80e anniversaire

En outre il reçoit
- Le Prix litteraire de la ville de Zurich, 1932
- Le titre de Professeur titulaire de l'École polytechnique fédérale de Zurich 1935
- Le titre de Membre Honoraire de la Royal Society of Medicine 1939
- Un Festschrift à Eranos 1945
- Un Festschrift de la part de ses étudiants et collègues 1955
- Le titre de Citoyen honoraire de la ville de Kűsnacht 1960, lors de son 85e anniversaire[86].

## Critiques

### Richard Noll et la polémique de la période nazie
L'accusation de sympathie avec le régime nazi dont C. G. Jung a fait l'objet dès 1932 l'a poursuivi toute sa vie, alimentant une polémique quant à la place de ses théories pendant la Seconde Guerre mondiale. Parmi les nombreux détracteurs de Jung, le principal est l'Américain Richard Noll, psychologue et professeur d'histoire des sciences à l'université Harvard, et qui a publié deux ouvrages : Le Culte de Jung (The Jung cult, 1994) et Le Christ aryen (The Aryan Christ, 1997). Noll y assimile Jung à un gourou aux délires de grandeurs, accumulant autour de lui une « mafia » pétrie de théories racistes et nazies. Il œuvre comme promoteur d'un christianisme intégriste et se veut un « prophète völkisch ». Néanmoins, derrière l'arrière-plan des accusations de collusion avec le nazisme, l'auteur appuie son réquisitoire sur la critique de Jung comme destructeur de la religion chrétienne : « J'ajouterai une remarque, au risque de susciter la controverse après avoir réfléchi des années à l'impact considérable de Jung sur la culture et le paysage spirituel du vingtième siècle, je suis parvenu à la conclusion qu'il a exercé une influence aussi importante que l'empereur romain Julien sur l'érosion du christianisme institutionnel et la restauration du polythéisme hellénistique dans la civilisation occidentale ». Noll ne croit pas que Jung ait jamais cru à ses concepts : « je suis convaincu – et c'est l'un des arguments de cet ouvrage – que Jung a fabriqué délibérément, et quelque peu trompeusement, ce masque du vingtième siècle pour rendre sa vision du monde magique, polythéiste et païenne plus acceptable à une société laïcisée, conditionnée à ne respecter que les idées d'apparence scientifique. » Enfin, Noll affirme également que dans sa tour de Bollingen, Jung, franc-maçon, fait représenter un certain nombre « d'outils et de symboles maçonniques et alchimiques ». Cette thèse sans fondements basée sur une simple homonymie avec son grand-père est reprise dans l'ouvrage de Jean-Luc Maxence, Jung et l'avenir de la Franc-maçonnerie.
Néanmoins, les ouvrages de Noll sont, pour la plupart des psychologues et historiens de la psychanalyse, des attaques personnelles. Élisabeth Roudinesco, pourtant elle-même critique à l'égard de Jung, argumente dans ce sens : « Même si les thèses de Noll sont étayées par une solide connaissance du corpus jungien (…), elles méritent d'être réexaminées, tant la détestation de l'auteur vis-à-vis de son objet d'étude diminue la crédibilité de l'argumentation ». Élisabeth Roudinesco a également consacré un article entier, « Carl Gustav Jung, De l’archétype au nazisme. Dérives d’une psychologie de la différence », à la polémique autour de Jung et de son implication dans le régime nazi. Richard Noll fonde enfin ses attaques sur la période trouble de la biographie de Jung, dès 1932, lorsqu'il remplace Ernst Kretschmer à la présidence de Société internationale de psychothérapie. Noll argue que Jung fut alors, de sa volonté même, « Reichsführer » de la psychothérapie en Allemagne, et qu'il chapeautait également la société freudienne de psychanalyse, comme le relate le biographe de Freud, Ernest Jones, dans sa célèbre biographie, La Vie et l’œuvre de Sigmund Freud. Néanmoins, Deirdre Bair, dans sa biographie très documentée, conclut que Jung a été manipulé par Matthias Göring, proche du pouvoir, alors qu'Henri Ellenberger résume qu'« il reste que Jung, comme bon nombre de ses contemporains, avait sous-estimé, au début, la force de pénétration du fléau nazi ». Comme Friedrich Nietzsche, l'œuvre de Jung fut récupérée à son insu puis détournée. Des preuves existent que Jung a fait modifier les statuts de la société « afin de permettre aux psychothérapeutes juifs allemands – qui pouvaient encore le vouloir – une affiliation individuelle » car ceux-ci étaient en effet interdits dans toutes les sociétés savantes en Allemagne. De plus, Jung a aidé à l'exil sur le sol suisse de nombreux intellectuels juifs, comme Roland Cahen, qui éditera ses ouvrages en France par la suite. Gérard Badou, dans son Histoire secrète de la psychanalyse, chapitre « Le flirt de Jung avec le diable », explique que Jung a été « piégé » et que « Sa marge de manœuvre à la tête de la société internationale est pratiquement nulle. Il en fera la cruelle expérience dès le mois de décembre 1933 », lorsqu'il constate que sa signature accompagne celle de Göring lors de la publication de la revue de la Société. Badou montre que dès 1934 Jung a valorisé la culture juive : l'inconscient aryen encore plus proche d'un état de jeunesse barbare est opposé à l'inconscient juif dont les racines sont aussi profondes que celles de la psychologie chinoise. Dans le contexte de l'époque, l'article n'est cette fois-ci plus considéré comme une simple gaffe, mais une provocation, propos qui entraînent son statut de persona non grata au sein de la Société allemande de psychothérapie.

### Autres critiques émanant de la psychanalyse
Dès le début de la psychologie analytique, Freud et son cercle de proches psychanalystes mettent Jung à l'index. La critique prend deux formes : la protection du statut de Freud comme créateur de la psychanalyse et l'entreprise de destruction des concepts jungiens. Ainsi, dans son essai « Critique de l'essai d'une présentation de la théorie psychanalytique de C. G. Jung » Karl Abraham s'attaque aux postulats de Jung. Il dénonce le « délayage de l'inconscient » opéré par le psychiatre suisse. La « teinte religieuse » du concept, qui devient dès lors un « arrière-plan mystique » fait de Jung un « théologien » et non plus un psychanalyste. Cette critique est récurrente dans la littérature psychanalytique ; ainsi Yvon Brès explique que le concept jungien « témoigne également de la facilité avec laquelle on peut glisser du concept d'inconscient psychologique vers des perspectives relevant d'un univers de pensée étranger à la tradition philosophique et scientifique dans laquelle ce concept est né ».
La seconde génération de psychanalystes freudiens, représentée par Donald Woods Winnicott ou Jacques Lacan par exemple, perpétuent la critique, faisant encore aujourd'hui de Jung une persona non grata en psychanalyse. Ainsi, Dominique Bourdin, docteur en psychopathologie et psychanalyse, stigmatise Jung dans La Psychanalyse, de Freud à aujourd'hui : « Renonçant aussi bien à l'importance de la sexualité infantile qu'au rôle organisateur de la crise œdipienne dans l'histoire singulière de chaque individu, Jung est sorti de la psychanalyse – même s'il continue à utiliser ce terme, désormais compris comme analyse de contenus psychiques généralement inconscients (…). Peut être est-ce en prophète du « retour du religieux », indépendamment des Églises traditionnelles, et en précurseur du courant spirituel du New Age, selon lequel nous entrons désormais dans « l'ère du Verseau », que nous pourrions le décrire le plus adéquatement. Ce faisant, il a délibérément quitté le terrain des sciences humaines et de la pensée rationnelle. » Enfin, l'attitude de Jung envers Freud, et leur rupture en 1913, est pour beaucoup dans l'ostracisme du premier. La synthèse critique est réalisée par Edward Glover, continuant celle d'Ernest Jones, dans Freud ou Jung (1941). La personnalité de Jung est au centre des attaques et Glover dénonce le « culte de Jung ». La critique existe également au sein même de la psychologie analytique. Andrew Samuels dans Jung and the PostJungians étudie les nombreuses dissensions internes autour de concepts clés de Jung ; il a également, plus récemment, collaboré avec un certain nombre d'auteurs, à une critique de la théorie jungienne, dans Controversies in Analytical Psychology de Robert Withers.

## Son œuvre

### La psychologie analytique

#### L'étude des manifestations inconscientes
Le concept de « psychologie analytique » apparaît pour la première fois en 1913, au XVIIe Congrès international de médecine organisé à Londres. Dans une conférence, Jung définit sa nouvelle approche comme une psychologie ayant pour but la description des manifestations de l'inconscient, c'est pourquoi il lui préfère l'expression de « psychologie complexe »,. Il la distingue des autres courants de la psychologie comme la psychanalyse de Freud, celle d'Alfred Adler, et de la « psychologie des profondeurs » (« Tiefenpsychologie ») d'Eugen Bleuler. Dans ses écrits, Jung propose de nombreuses expressions synonymes, alternant les concepts en fonction de l'objet qu'il traite. Ainsi, lorsqu'il parle des complexes psychiques, Jung emploie la locution « psychologie des complexes », en référence à ses expérimentations sur les associations lors de son passage au Burghölzli. Ses successeurs et détracteurs nomment les théories matures de Jung « psychologie jungienne », voire, par dérision, « jungisme ».

Représentation conique de la structure de la psyché selon la psychologie analytique :
1. le Moi ;
2. le conscient ;
3. l'inconscient personnel ;
4. l'inconscient collectif ;
5. la partie de l’inconscient collectif qui ne peut être connue, dite « inconscient archaïque ».

Le postulat fondamental de la psychologie analytique est que la psyché est dans son essence « naturaliter religiosa » (en latin : « naturellement religieuse »). La psychologie analytique se propose ainsi de donner du sens à la psyché, qu'elle nomme l'« âme » et propose une forme de développement de soi menant à la découverte de sa propre totalité : « La psychologie analytique nous sert seulement à trouver le chemin de l'expérience religieuse qui conduit à la complétude. Elle n'est pas cette expérience même, et elle ne la produit pas. Mais nous savons par expérience que sur ce chemin de la psychologie analytique nous apprenons l'« attitude », précisément, en réponse à laquelle une réalité transcendante peut venir à nous ». Le terme d'« âme » utilisé par Jung a entraîné nombre de critiques de la part de ses pairs mais aussi venant du monde religieux. Charles Baudouin replace cependant la motivation de Jung dans son contexte : « Si Jung n'est pas toujours clair, au gré de ses lecteurs, c'est qu'il ne cède justement pas au goût prématuré de l'abstraction, qui classifie en simplifiant, en schématisant ; il traîne avec l'idée, de peur de l'appauvrir, tout un amalgame de réalité humaine, naturelle, illogique, « prélogique » à laquelle elle adhère intimement. C'est lourd peut-être, mais c'est riche et vrai (…) Il a réintégré, dans la psychanalyse matérialiste d'hier, l'« âme » naguère refoulée ; mais s'il a pu le faire efficacement, sainement, c'est bien parce que nul, plus que lui, n'a su conserver ce que Nietzsche appelait « le sens de la terre » ».

#### La psychothérapie jungienne
La théorie jungienne redéfinit tous les composants de la cure psychanalytique. Henri Ellenberger signale que Jung était « un psychothérapeute exceptionnellement habile qui savait adapter le traitement à la personnalité et aux besoins de chacun de ses patients ». Se démarquant de celle de Freud (« réductive » selon Jung) elle est selon lui un « processus dialectique entre deux individus reposant sur le concept de « compensation psychique » », ou Auseinandersetzung (« confrontation » en français). Selon Christian Delacampagne, le succès de la théorie de Jung, auprès du public, est dû au fait que celle-ci centre moins la prédominance du sexualisme au sein de l'explication psychique ; ce faisant, elle soulève moins de résistance. De fait, « La complexité de la psychanalyse jungienne tient au fait que toutes les instances psychiques sont en étroites relations les unes avec les autres. Décrire isolément un concept donne de lui une vision forcément partielle car ne tenant compte ni des rapports dynamiques avec les autres instances ni de l'ensemble du système psychique. Tout est lié, tout est en mouvement » explique en effet Elizabeth Leblanc.
Ainsi, l'analyse psychologique met en jeu des forces inconscientes qui en font un « processus initiatique », le seul « encore vivant et pratiquement appliqué dans la sphère de la culture occidentale » selon Jung. Le transfert est conseillé, et même recherché, car il permet de projeter sur l'analyste le mythe personnel du sujet. Enfin, la cure suit des phases archétypiques, déjà illustrées par l'alchimie ou les religions anciennes sous forme de paraboles qui conduisent le patient vers la recherche de sa propre totalité. « Le but du processus thérapeutique est de permettre d'assimiler les éléments inconscients de sa psyché et réussir ainsi finalement l'intégration de sa personnalité et la guérison de sa dissociation névrotique ».

### Une œuvre mystique ou scientifique?
La critique selon laquelle la pensée de Jung est spiritualiste, voire mystique, a été émise dès les débuts de la psychologie analytique. Les références à la religion sont omniprésentes dans son œuvre, Jung s'aventurant souvent dans le domaine de la morale, de la théologie et même de la métaphysique, bien qu'il en refuse l'usage en psychologie. En fait, Jung aborde souvent lui-même la question de la mystique, celle de Maître Eckhart en particulier, dont il dit qu'il est « le plus grand penseur [de son époque] ». Dans l'ouvrage Jung et la mystique, Steve Melanson explique en effet que « c'est spécifiquement dans l'héritage d'Eckhart que Jung considère la possibilité d'un renouvellement de l'attitude religieuse en Occident ». Car, pour Jung, un tel vécu de l'expérience mystique permet à l'individu de trouver son sens intérieur et, ainsi, de développer une attitude religieuse propre à lui, une plus grande force d'âme et une autonomie spirituelle. « Et de même s'est fortifiée [pour Jung] l'idée que par l'addition d'un nombre suffisant de consciences ayant développé un tel sens propre, pourraient être évitées de nouvelles folies collectives modernes ». Enfin, Jung s'est focalisé dès ses premiers travaux (avec sa thèse de psychiatrie) sur le paranormal. Son concept de synchronicité est le point culminant de cet intérêt ésotérique, ce qui a contribué à le discréditer au sein de la communauté des psychanalystes et des psychiatres.

### Une théorie pragmatique

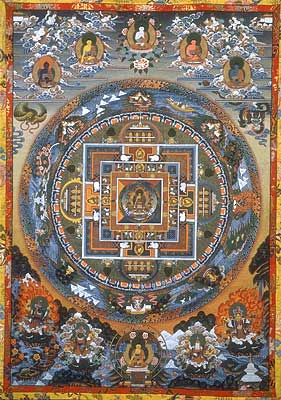
Le mandala est selon Jung la représentation de l'archétype de la totalité.

Pourtant Jung se livre aussi à des réflexions épistémologiques sur la portée de l'investigation de l'esprit en tant qu'objet dans les sciences humaines. Dès ses débuts, Jung se dit empirique et pragmatique, se réclamant de la méthode du philosophe américain William James. Jung part toujours en effet des faits pathologiques, que son expérience de clinicien au Burghölzli lui a permis d'affiner ; ses théories sont pour lui « des propositions et des essais visant à formuler une psychologie scientifique nouvelle, fondée en premier lieu sur l'expérience directe acquise sur l'homme même ». La réalité psychique n'est « pas moins réelle que le domaine physique [et] a sa propre structure, est soumise à ses propres lois ».
En d'autres termes, la pensée de Jung est panpsychique. Sa vision de la libido, en particulier, est éclairante : il s'agit pour lui d'une force créée par une polarité psychique (conscient/inconscient), « une énergie psychique sans pulsion sexuelle : une libido originaire qui peut être sexualisée ou désexualisée ». En ne fondant pas sa théorie sur l'origine sexuelle du psychique, Jung se démarque de la psychanalyse, pour aboutir à une méthode davantage clinique. Les tests d'associations d'idées constituent un apport en psychologie expérimentale également alors que le cadre psychothérapeutique qu'il édifie influence les psychothérapies d'inspiration psychanalytique.

### Le créateur de concepts
Tout au long de sa vie, Jung s'efforce de conceptualiser cette psychologie nouvelle avec pour objet d'étude tout aussi bien la psyché de l'homme sain que celle de l'homme malade. Bien qu'objets de polémiques, les notions qu'il développe ouvre une autre voie que celle de la psychanalyse de Freud ou encore de celle se développant au sein à la psychologie clinique. Il se démarque par élaboration d'idées autour de la notion de « psychisme objectif » et « transpersonnel », terreau de la conscience individuelle et socle de la « réalité psychologique ».
Cette dimension objective de la psyché est conditionnée par des structures mentales innées  préexistantes, les « archétypes psychologiques », universellement partagées et se manifestant dans toutes les cultures. Il les détermine par l'étude de la mythologie, de l'alchimie, des matériaux oniriques, des fantasmes diurnes sains ou pathologiques, et d'un rapprochement entre la pensée orientale (le yoga Kundalinî notamment) et la théorie psychanalytique entre autres. Dans la psychologie analytique, le concept d'« inconscient » diverge ainsi de celui de Freud en adjoignant cette réalité objective de l'âme, qu'il nomme l'« inconscient collectif ». Il déplace le fondement de la dualité pulsionnelle freudienne (dualité freudienne qui se joue d'abord entre les pulsions du moi et les pulsions sexuelles puis après 1920 entre les pulsions de vie "Éros" et les pulsions de mort "Thanatos") sur une double dualité : la dualité créativité/destructivité et la dualité instinctivité/spiritualité. Cette double dualité se voit attribuer une qualité archétypique et s'opère par couple (les dynamiques spirituelles pouvant être soit de nature créatrice ou soit destructrice, etc.).
Au dessus de cette dimension objective, surnageant en surface, se trouve la partie personnelle de la psyché, propre à l'individu et comprenant le « psychisme subjectif ». La psyché personnelle se compose de plusieurs instances jouant des rôles régulateurs ainsi que dynamiques : 
- l'ombre[J 3], elle est la somme de tous les refoulements que l'éducation et la société ont chassé de la conscience et repoussé dans l'inconscient personnel. Cette instance comprend les fonctions psychiques dites inférieures et séjournant dans le subconscient ;
- la Persona, elle est une fonction d'adaptation sociale de l'individu. Elle transpose son identité face à la société et lui permet d'établir un rapport normé tout en gardant sa personnalité intime protégée de celle-ci. Elle coïncide ainsi avec ce que l'on définie comme le « masque social », véritable identité que l'individu porte en publique ;
- l'animus (pour la femme) et l'anima (pour l'homme)[J 4] sont un seul et même concept du rapport de la partie consciente de l'individu avec la partie inconsciente de son être. La fonction de l'animus pour la femme correspond ainsi à son inconscient (personnel ou collectif) et a une tonalité masculine. Pour l'homme, l'anima correspond également à la dimension inconsciente de la personnalité et possède des attributs féminins. Il prend place ainsi dans l'individu un coupole d'opposé qui entretiennent des rapports dynamiques conflictuels ou complémentaires.
- le « Soi »[J 5] représente la totalité de l'individu psychique, qui comprend sa dimension consciente et sa dimension inconsciente ;
- l'« individuation »[J 6] est un concept de réalisation de sa pleine potentialité individuelle. L'individu peut se réaliser dans la mesure où il réussit à trouver sa voie personnelle et se réalise en empruntant son chemin, le seul qui lui correspond véritablement, unique et propre à lui-même ;

Ces deux concepts, le « Soi » et l'« Individuation », sont centraux dans la Psychologie Analytique. Ils donnent un sens et une orientation au processus de cure et représente un aboutissement et un objectif de la démarche jungienne ;
- les types psychologiques sont un concept de définition du caractère de l'individu. Des catégories types propres à la personnalité du sujet et de ses tendances comportementales sont définis à travers les notions d'introversion et d'extraversion et des quatre fonctions (sensation, sentiment, intuition et pensé) permettent une description de la personnalité consciente et inconsciente(voir infra) ;
- la synchronicité[J 7] correspond à la « survenue fortuite et concomitante de deux événements sans lien de cause à effet », événement à cheval entre les phénomènes psychiques et physiques. Aboutissement de ses recherches sur les phénomènes occultes et parapsychologiques ainsi que de ses entretiens avec des physiciens de premiers plans, tel Wolfgang Pauli, Markus Fierz et Pascual Jordan, travaillant entres autres sur le développement de la physique quantique[note 8].

Il a également développé de nombreux outils d'analyse faisant de la psychologie de Jung une démarche clinique. Jung définit ainsi les complexes, l'état psychique d'inflation, caractéristique de la psychose, la personnalité mana, les états modifiés de conscience comme le somnambulisme ou cryptomnésie, le transfert recherché, l'imagination active et le dialogue intérieur pour la psychothérapie.

### Une théorie des types psychologiques

Les « quatre fonctions » de la personnalité selon la typologie jungienne.

Les « types psychologiques » sont la contribution majeure de la psychologie analytique aux sciences humaines et en particulier à la caractérologie naissante lorsque Jung les a développés, dès 1913, lorsqu'il en expose les linéaments lors du congrès psychanalytique de Munich. Débordant le cadre expérimental pour développer une théorie de la personnalité prolongeant la classification traditionnelle, Jung met ensuite en évidence, dans son ouvrage fondateur Types psychologiques, en 1921, une structure schématique de la personnalité fondée sur des fonctions. Jung distingue en effet « quatre fonctions psychiques » : le type Pensée, le type Intuition, le type Sentiment et le type Sensation, que chacun possède à des degrés différents. En effet, selon Jung, « pour s'orienter dans le champ du conscient, il faut constater que quelque chose existe (sensation), en connaître la signification (pensée), en apprécier la valeur (sentiment), et percevoir d'où cela vient et où cela va (intuition) ». À cette première grille de lecture, Jung y sur-ordonne deux « attitudes » qui déterminent l'utilisation faite par le psychisme du sujet de sa libido (énergie psychique). Ainsi, l'extraversion est le mouvement de la libido vers l'extérieur, qui se réfère à l'objet alors que l'introversion est, elle, mouvement de la libido tournée vers l'intérieur et qui se tourne vers le sujet. Par exemple, l'extraversion domine dans l'hystérie alors que dans la démence précoce c'est l'introversion. Ainsi Jung dessine, à partir de ces quatre fonctions et de ces deux attitudes, et selon leur degré de conscience et de dominance sur le sujet (il existe ainsi une fonction principale, dite « différenciée »), un certain nombre de types psychologiques expliquant notamment les conflits de personnes ou les passions personnelles (un type Pensée a une dominance pour le scientifique par exemple). Ce modèle eut une forte influence sur les théories managériales, à travers le Myers Briggs Type Indicator et la vision socionique, mais aussi en développement personnel, en graphologie et même en astrologie. Cependant, son utilité n'est pas psychométrique. Sa prise en compte dans la cure analytique, enfin, est une étape nécessaire dans la connaissance du « monde intérieur » du sujet.

### Jung et l'alchimie

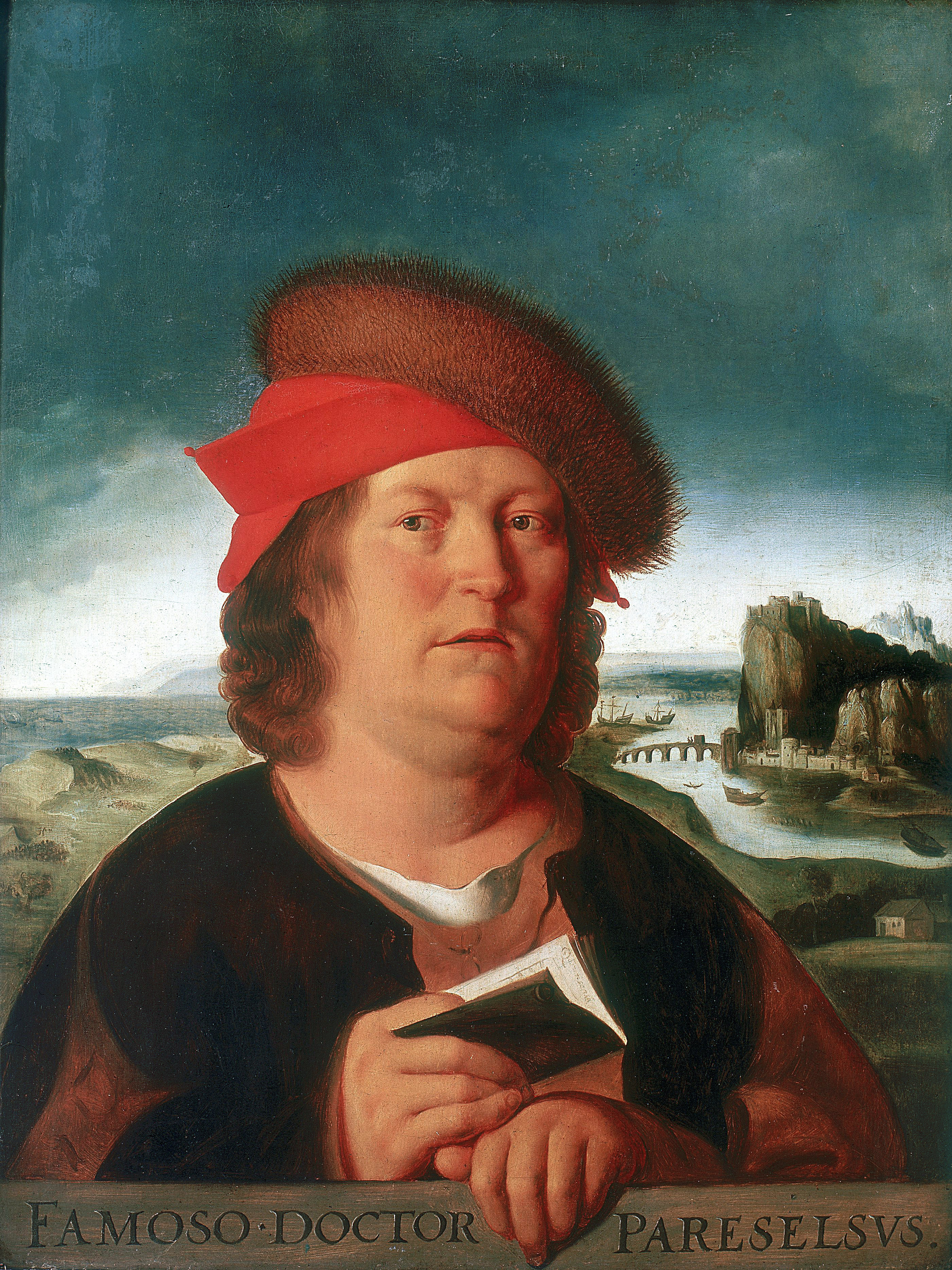
Paracelse. Jung le considère comme son ancêtre spirituel, comme étant une personnalité reflétant les contradictions de son temps.

#### L'alchimie, psychologie avant l'heure
Dès les années 1920 Jung découvre, grâce à son ami le sinologue allemand Richard Wilhelm et sa traduction du texte ancien du Traité du Mystère de la Fleur d'Or (Das Geheimnis der goldenen Blüte), la riche tradition de l'« alchimie des souffles » et l'alchimie des taoïstes. Ses recherches l'emmènent ensuite vers la tradition alchimique européenne, de l'Antiquité tardive jusqu'à la Renaissance. Il y découvre un fondement à sa psychologie analytique : « Il nous apparaît aujourd'hui avec évidence que ce serait une impardonnable erreur de ne voir dans le courant de pensée alchimique que des opérations de cornues et de fourneaux. Certes, l'alchimie a aussi ce côté, et c'est dans cet aspect qu'elle constitua les débuts tâtonnants de la chimie exacte. Mais l'alchimie a aussi un côté vie de l'esprit qu'il faut se garder de sous-estimer, un côté psychologique dont on est loin d'avoir tiré tout ce que l'on peut tirer : il existait une « philosophie alchimique », précurseur titubant de la psychologie la plus moderne. Le secret de cette philosophie alchimique, et sa clé ignorée pendant des siècles, c'est précisément le fait, l'existence de la fonction transcendante, de la métamorphose de la personnalité, grâce au mélange et à la synthèse de ses facteurs nobles et de ses constituants grossiers, de l'alliage des fonctions différenciées et de celles qui ne le sont pas, en bref, des épousailles, dans l'être, de son conscient et de son inconscient », une mise en image et une parabole de l'évolution de l'individu sur le chemin de l'individuation : « J'ai vu très rapidement que la psychologie analytique se recoupait singulièrement avec l'alchimie. Les expériences des alchimistes étaient mes expériences et leur monde était, en un certain sens, mon monde. Pour moi, cela fut naturellement une découverte idéale, puisque, ainsi, j'avais trouvé le pendant historique de la psychologie de l'inconscient. Celle-ci reposait dorénavant sur une base historique ».
Jung voit dans la figure de Paracelse un psychologue d'avant la psychologie, un medicine-man lui ressemblant en bien des points. Paracelse l'initie par ailleurs au rapport ténu qui existe entre l'alchimie et la religion comme problème moral de l'âme. Ses recherches sur l'alchimie aboutissent à plusieurs ouvrages : Synchronicité et Paracelsica (1929), Psychologie et alchimie (1944), Psychologie du transfert (1946) et enfin les deux tomes de Mysterium conjunctionis (1955 et 1956). C'est à partir des œuvres alchimiques du Moyen Âge et de la Renaissance (les traités de Michael Maier comme Atalante fugens, ceux de Johann Valentin Andreae, Les Noces Chymiques de Christian Rosenkreutz, et les écrits de Gérard Dorn, surtout) mais aussi des époques antérieures (Pythagore et le célèbre traité fondateur de la Table d'émeraude attribuée à Hermès Trismégiste) et contemporaines (Fulcanelli notamment) que Jung trouve la justification de ses modèles psychologiques. En effet, il voit dans la recherche de la « lapis philosophicae », la Pierre philosophale, la métaphore du cheminement de l'esprit vers davantage d'équilibre, vers une réalisation pleine et complète, le « Soi ». Pour Jung toute la recherche de la transmutation du plomb en or n'a servi, au cours de l'histoire, qu'à représenter ce besoin psychique humain, et à en préserver les règles et processus, et la connaissance des menaces de la société de l'époque (l'Inquisition notamment). Jung est ainsi connu pour être un des rares psychothérapeutes à s'être appuyé sur l'alchimie pour en déterminer les parallèles avec la psychologie, celle de la recherche de l'« anthropos » ou « homme total », auquel Jung donne le nom de « Soi »).

#### Critique de ses travaux
L'interprétation psychologique de l'alchimie de Jung a eu une influence considérable sur la perception de cette discipline au XXe siècle, de Gaston Bachelard à Betty Jo Teeter Dobbs, qui étudia les travaux alchimiques de Isaac Newton. À partir des années 1980 cependant, elle a été fortement critiquée par certains historiens des sciences, parce que se fondant sur une conception anhistorique de l'alchimie, qui ne correspond pas à ce qu'elle était pour les alchimistes du Moyen Âge et de la Renaissance, mais à la vision qu'en ont eue les romantiques et les occultistes du XIXe siècle, après que la chimie moderne se fut distinguée de l'alchimie au cours du XVIIIe. Les principales critiques sont exposées dans l'ouvrage de Robert Halleux, Les textes alchimiques. Barbara Obrist, William R. Newmann, Lawrence Principe et William Newman avancent l'inexactitude de certains développements de Jung en les replaçant dans leur contexte historique et intellectuel. Selon Lawrence Principe et William Newman, l'interprétation religieuse et symbolique des processus alchimiques, proposée par Jung, procède d'une vision réductionniste. Les thèses de Newman et Principe ont toutefois à leur tour été critiquées par Hereward Tilton et Florin George Calian.

### Postérité

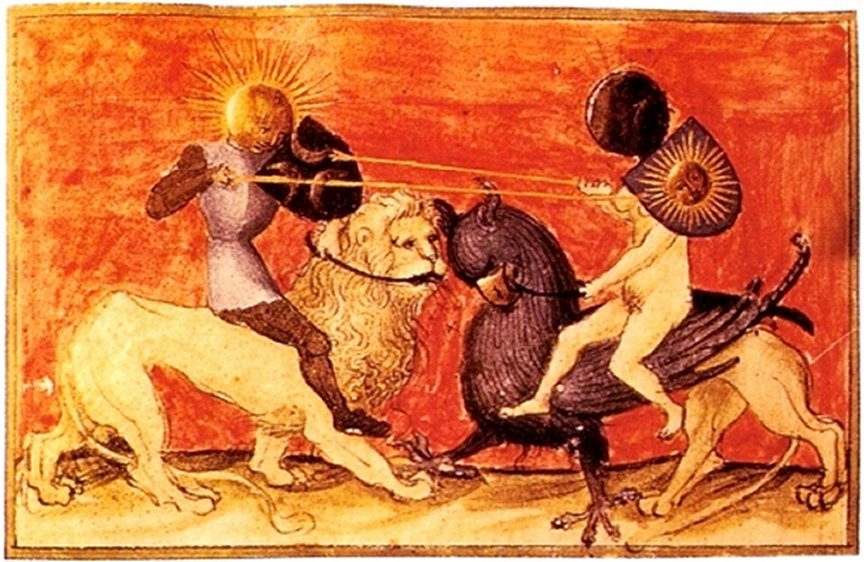
La « conjonction des opposés », ou réunion des contraires représente la conjonction du conscient et de l'inconscient (gravure alchimique extraite du traité Aurora consurgens, environ 1500).

#### Sciences humaines
Les premières expérimentations des associations libres de Jung et de Franz Riklin, au Burghölzli, ont permis la création du psycho-galvanomètre, ancêtre du détecteur de mensonges.
Indirectement, Jung a eu une profonde influence sur la société et dans le domaine des psychothérapies. En effet, les notions jungiennes ont connu une réactualisation au sein de certaines psychothérapies, notamment à travers son idée de ce que doit être le traitement, qui se fait en face-à-face avec le patient. Élisabeth Roudinesco et Michel Plon, dans leur Dictionnaire de la psychanalyse expliquent : « Les deux grandes écoles de psychothérapie du XXe siècle sont l'école de psychologie analytique fondée par Carl Gustav Jung et l'école de psychologie individuelle fondée par Alfred Adler, nées toutes deux d'une dissidence avec celle fondée par Freud ». Les concepts d'« archétype », d'individuation et d'enfant intérieur ont ainsi eu une large diffusion. L’« enfant intérieur » a inspiré des psychothérapeutes pour qui « travailler en lien avec son enfant intérieur est alors utilisé dans une démarche psychothérapeutique », dans certains courants de la psychothérapie. Les analystes Hal Stone et Sidra Stone dans leur ouvrage Le Dialogue intérieur, en font la base de leur approche.
Par ailleurs, le mouvement des « Alcooliques anonymes » doit beaucoup à un patient de Jung, Bill W. (alias William Griffith Wilson), cofondateur du mouvement d'entraide, qui exprime sa reconnaissance envers le psychiatre suisse : Après s'être retiré de la direction du mouvement « AA » en 1961, Bill W., cofondateur des Alcooliques anonymes, s'est attaqué à une tâche qu'il souhaitait depuis longtemps entreprendre, celle de souligner la dette de reconnaissance des AA envers tous ceux qui avaient contribué à la naissance du mouvement. L'une de ces personnes était Carl Jung, à qui Bill a écrit le 23 janvier 1961,,.
L'ouvrage de Carl Gustav Jung, Psychologie et éducation (qui rassemble les articles de 1916 à 1942 et mêle psychologie analytique et éducation) donna lieu par la suite à la création d'une pensée jungienne de l'éducation, continuée par des analystes pédagogues comme Clifford Mayes. David Lucas dans son article « Carl Gustav Jung et la révolution copernicienne de la pédagogie » résume ainsi cette fusion de la psychologie de Jung avec les catégories de l'éducation comme pratique qui prend le nom de archetypal pedagogy : « L’œuvre de Carl Gustav Jung conduit à considérer que la relation pédagogique ne met pas seulement en jeu des contenus ou des consignes rationnelles, mais aussi une influence tenant à la sensibilité et à la personnalité du pédagogue. L’éducation n’est alors plus de l’ordre du seul discours, mais tient également aux dispositions psychiques de l’adulte. Or ces dispositions échappent largement aux méthodes pédagogiques programmées d’avance, et dépendent au contraire de ce que l’éducateur est dans le plus intime de sa psychologie. Cette attention portée à l’équation personnelle de l’adulte constitue une véritable révolution copernicienne de la pédagogie, car si l’être de l’éducateur devient la principale détermination de l’influence qu’il exerce sur l’enfance, ce sera tout d’abord lui qui devra être éduqué ».

#### Mysticisme et spiritualité
Une des hypothèses jungiennes est que la culture religieuse (spiritualité et pratiques mystiques) est le résultat de la projection dans le monde extérieur des fonctionnements cognitifs automatiques pré-conscients.
Pour approfondir cette thèse, Jung a étudié des objets tabous pour la science et adulés par les mystiques : la subjectivité, le sens et la valeur, les rêves, les pratiques spirites, les pratiques spiritualistes (symbolique, yoga, mandalas, etc.), la psycho-sociologie contemporaine du phénomène ovni, la psycho-sociologie au Moyen Âge de l'engouement pour l'alchimie, etc.
Ces objets d'études ont donné lieu à deux types d'interprétations qui ne résistent pas à la connaissance de la vie et de l’œuvre de Jung : une tentative de légitimation par des courants mystiques partisans de la position idéaliste, et un rejet en bloc par les adeptes du scientisme partisans de la position matérialiste.
Or, le travail de Jung vise à dépasser l'opposition entre matérialisme et idéalisme, « car la réalité vivante n'est donnée ni par le réel objectif ni par la formule dont le revêt la pensée », grâce à la science psychologique : « L'activité vitale particulière à la psyché permet seule à la perception sensible d'atteindre la profondeur de son impression, à l'idée, sa puissance efficace, toutes deux composantes indispensables d'une réalité vivante. »
Par rapport au « phénomène ovni », Jung est un des premiers auteurs, dans Un mythe moderne (1958), à s'y intéresser d'un point de vue psychologique et sociologique. Il y suggère l'importance qu'il y a à étudier autant le témoin qui rapporte l'observation que l'observation per se. L'explication du phénomène se situerait dans la rencontre entre la psyché et un phénomène physique. De ce fait, il est un des précurseurs de ce que l'on nomme aujourd'hui le « modèle sociopsychologique du phénomène ovni ».
À ce sujet, voici un exemple ni mystique, ni scientiste pour illustrer les recherches psychologiques jungiennes : un Américain en 1950 voit un phénomène lumineux dans le ciel. Une idée jaillit : « C'est un OVNI conduit par des extraterrestres. »
Trois réactions sont, alors, possibles :
Soit, il rejette rapidement la pensée qu'il vient d'avoir : de l'existence et d'une rencontre possible avec une autre forme de vie intelligente. Le rejet de cette hypothèse, le conduit à prouver scientifiquement la cause physique du phénomène visuel dont il a été témoin. Ce qui est souvent possible assez aisément. Ce travail rationnel souhaitable peut aussi se transformer en une conviction pseudo-scientifique sur l'impossibilité d'existence d'autres formes de vie intelligente. Et peut aussi conduire au déni du questionnement scientifique légitime sur le fait objectif de la psycho-sociologie du phénomène ovni.
Soit il est subjugué par la conviction de l'existence d'autres formes de vie intelligente. Il deviendra alors un fervent défenseur de la réalité physique de l'apparition d'ovni extraterrestre. Il pourra même s'enfermer dans le déni des preuves scientifiques qui démontrent la cause physique du phénomène dont il a été témoin.
Soit, cas le plus rare, si sa maturité psychologique est suffisante, il s'intéressera scientifiquement au phénomène psychologique (répété dans les années 1950-1960) du jaillissement de l'hypothèse de l'existence et de la rencontre possible avec d'autres formes de vie intelligentes.
Étudier cette question pourra alors être fécond en spéculations et hypothèses scientifiques. Jung pour sa part s'est intéressé à la dimension symbolique de l'engouement pour les ovni. Il y voit une projection fantasmatique qui force la pensée rationnelle contemporaine à s'intéresser à d'autres modes cognitifs : sentiments éprouvés, sensations immédiates, intuitions. L'homme du Moyen Âge dialoguait avec Dieu. L'homme du vingtième siècle (dans l'hypothèse d'un processus physiologique d'individuation), se prépare à la rencontre — aussi étrange qu'une rencontre du troisième type — avec ses dynamismes cognitifs pré-conscients qui participent silencieusement à son existence.

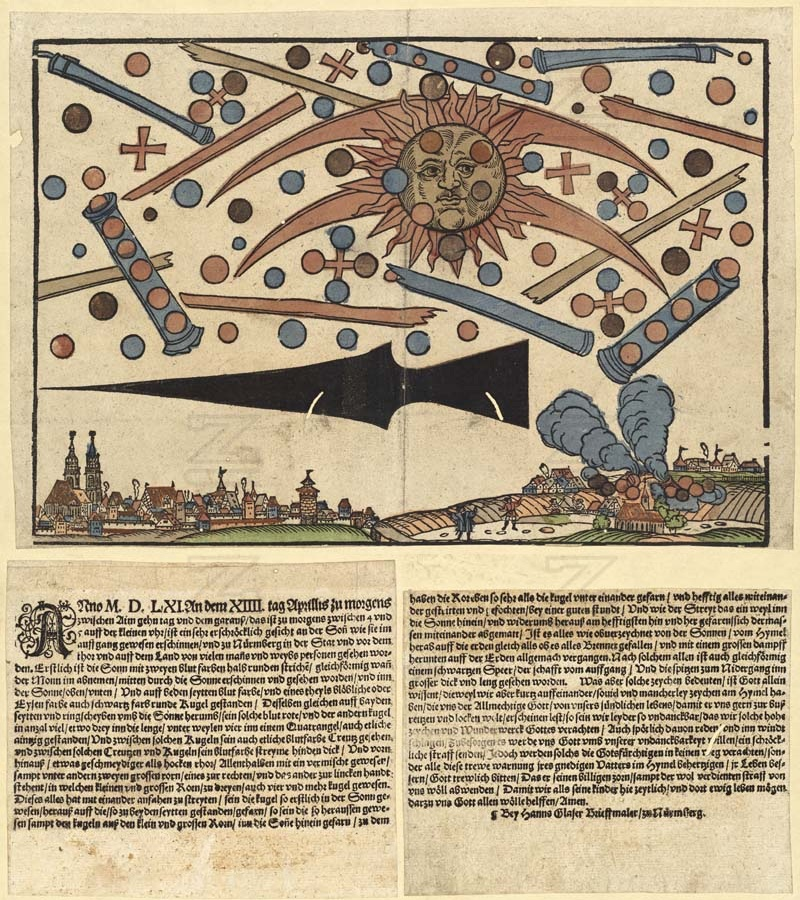
Selon Jung, les apparitions d'ovni ont un sens psychologique. Gravure sur bois de Hans Glaser relatant les étranges ballets aériens du 4 avril 1561.

Le titre choc d'un article intitulé « Le Dr Jung dit que les « disques volants » montrent des signes de guidage intelligent par des pilotes quasi-humains » publié dans le journal The Courrier-News, le 29 juillet 1958, a servi aux deux camps qui s'opposent quant à l'existence d'ovnis pilotés par des extraterrestres. Certains ont voulu y voir une légitimation de leur croyance aux extraterrestres, d'autres une discréditation du caractère scientifique des travaux psychologiques de Jung. Peu envisagent que Jung, en ancien psychiatre, fait justement remarquer qu'il y a un intérêt pour les recherches psychologiques de remarquer que ceux qui décrivent des ovnis extraterrestres décrivent un pilotage non extraterrestre - « quasi humain ». S'agit-il, alors, d'une projection fantasmagorique[réf. nécessaire] ? Comme méthode, il propose des études de cas de rêves à thématique ovni de ses patients. Son hypothèse principale est que les ovnis ont une forme circulaire de soucoupe par analogie avec les mandalas, eux-mêmes symboles d'un désir de complétude et qu'ils sont une reconduction de l'archétype du salut, au sein d'une société où « Dieu est mort ». Une tentative pour l'humain de s'interroger au sujet de la cohabitation sous un même crâne entre une pensée consciente coutumière et un autre fonctionnement cognitif non-conscient.
L'intérêt de Jung pour le yoga notamment, et globalement pour les croyances orientales, est récupéré par le syncrétisme qui se retrouve dans le New Age. Selon le sociologue Paul Heelas, dans The New Age Movement, Jung est l'« une des trois plus importantes figures du New Age » avec Blavatsky et Gurdjieff.
Les Travaux de Jung à propos de la psychologie des mystiques ont conduit en partie au développement du courant dit « New Age » qui en reprend certains termes dans des acceptions plus ou moins en rapport avec la pensée jungienne : inconscient collectif, anima, synchronicité, etc. « L’impact de la pensée de Jung sur la dynamique d’émergence du New Age est fondamental » résume le sociologue Luc Mazenc.

#### Théorie des types psychologiques
La théorie des types psychologiques a une influence féconde sur une génération de psychologues : le Myers Briggs Type Indicator de Katherine Cook Briggs et d'Isabel Myers ayant abouti au questionnaire MBTI utilisé dans certaines méthodes de coaching provient de la classification en types de Jung. La socionique est une théorie des relations entre les types de personnalités inspirée également des types psychiques, créée par Aushra Augustinavichute. Ces deux théories, l'une occidentale (le MBTI), l'autre soviétique (la socionique) sont nées durant la guerre froide ; leur portée montre la dimension internationale des recherches de Jung.
Par ailleurs, la typologie jungienne de la personnalité a nettement influencé la graphologie et la caractérologie de l'« école de Groningue ». Une élève de Jung, la psychanalyste et graphologue Ania Teillard, auteur des Types psychologiques de Jung et leur expression dans l'écriture (1946) et de L'Âme et l'écriture (1948), met en relief les correspondances graphiques et les types psychiques. Enfin, le psychiatre et neurologue suisse Hermann Rorschach s'inspira de la typologie de Jung pour bâtir son test projectif portant son nom, publié dans Psychodiagnostic (1921) et très utilisé aujourd'hui.
Gaston Bachelard, dans ses écrits comme la Psychanalyse du feu, développe une théorie de l'imagination influencée par la symbolique des archétypes. Ses méthodes d'analyse doivent beaucoup à la démarche de la psychologie analytique. Par ailleurs, la mythanalyse de Pierre Solié et de Gilbert Durand, auteur des Structures anthropologiques de l’imaginaire. Introduction à l’archétypologie générale, se fonde sur l'« archétypologie » de tradition jungienne. Durand a également réalisé un travail d'élargissement de l'archétypologie vers le domaine artistique, notamment dans Beaux-arts et archétypes : la religion de l'art (1989) en introduction duquel il explique que « la philosophie de l'archétype est encore sinon à illustrer (…) mais bien à défendre un quart de siècle après la disparition de l'« inventeur » de cette notion, Carl Gustav Jung ». Le critique et spécialiste de la littérature Northrop Frye publie en 1949 Anatomy of Criticism qui se réfère directement à la théorie des archétypes de Jung, qui sont pour lui des « modèles thématiques ou purement littéraires, indifférents aux règles de la vraisemblance ». En somme, pour lui, les mythes sont « les principes structurels de la littérature ». Le critique littéraire Georges Poulet a transposé les modèles jungiens dans l'étude des textes et des univers imaginaires.

#### Influence sur la littérature et les arts
La psychologie analytique a eu de nombreuses répercussions sur la littérature du XXe siècle. Certains auteurs ayant été patients de Jung se sont inspirés de son approche de la psyché et de l'imaginaire mythologique. La dimension trans-personnelle et l'étude des mythes ont ainsi permis à des écrivains comme Herbert George Wells ou Hermann Hesse (dans ses romans Demian et dans Le Loup des steppes notamment), analysés par Jung, de teinter leurs univers de références aux concepts jungiens. La femme de lettres Victoria Ocampo (qui a rencontré Jung en 1930), le poète américain Léonard Bacon ou Jorge Luis Borges disent enfin avoir été influencés par Jung. Certains auteurs de science-fiction se sont également reconnus comme d'inspiration jungienne, tel Frank Herbert dans Dune, Philip Wylie, Valerio Evangelisti ou Ursula K. Le Guin dans le Cycle de Terremer. Carl Jung a fortement influencé le travail de Fernando Sánchez Dragó,,. Le philosophe Denis de Rougemont postule que Jung est le plus éminent psychologue du XXe siècle : « Il est possible que le plus grand théologien et le plus grand psychologue de ce siècle, jusqu'ici, soient deux Suisses : Karl Barth et Carl Gustav Jung ».
Le cinéaste italien Federico Fellini et même George Lucas (par l'intermédiaire du mythologue américain Joseph Campbell) font partie également des artistes influencés par la psychologie analytique. Au cinéma, le réalisateur et scénariste John Boorman dans Excalibur (1981) s'est inspiré de l'œuvre de Jung, en particulier dans son analyse de l'archétype du Saint Graal.
En peinture, l'expressionniste américain Jackson Pollock qui a entrepris une thérapie jungienne en 1939 doit sa vocation artistique à cette cure. Edward Hopper est lui aussi influencé par la pensée de Jung (mais aussi par celle de Freud).

## Hommages
- (11518) Jung, astéroïde.
- Soul (2020), film d'animation de Pixar
- Dreamland, Manga de Reno Lemaire

## Filmographie
- A Dangerous Method est un film historique canado-britannico-germano-suisse réalisé par David Cronenberg en 2011 dans lequel Carl Gustav Jung est incarné par Michael Fassbender. Il reprend la même intrigue que le film italien, L’Âme en jeu, de Roberto Faenza autour de Sabrina Spielrein, célèbre patiente de Sigmund Freud et de Carl Jung. Cette dernière fait l'objet d'un troisième film, Mon nom était Sabina Spielrein, film allemand datant de 2002, dont le réalisateur est Élisabeth Márton.